# Staumauer

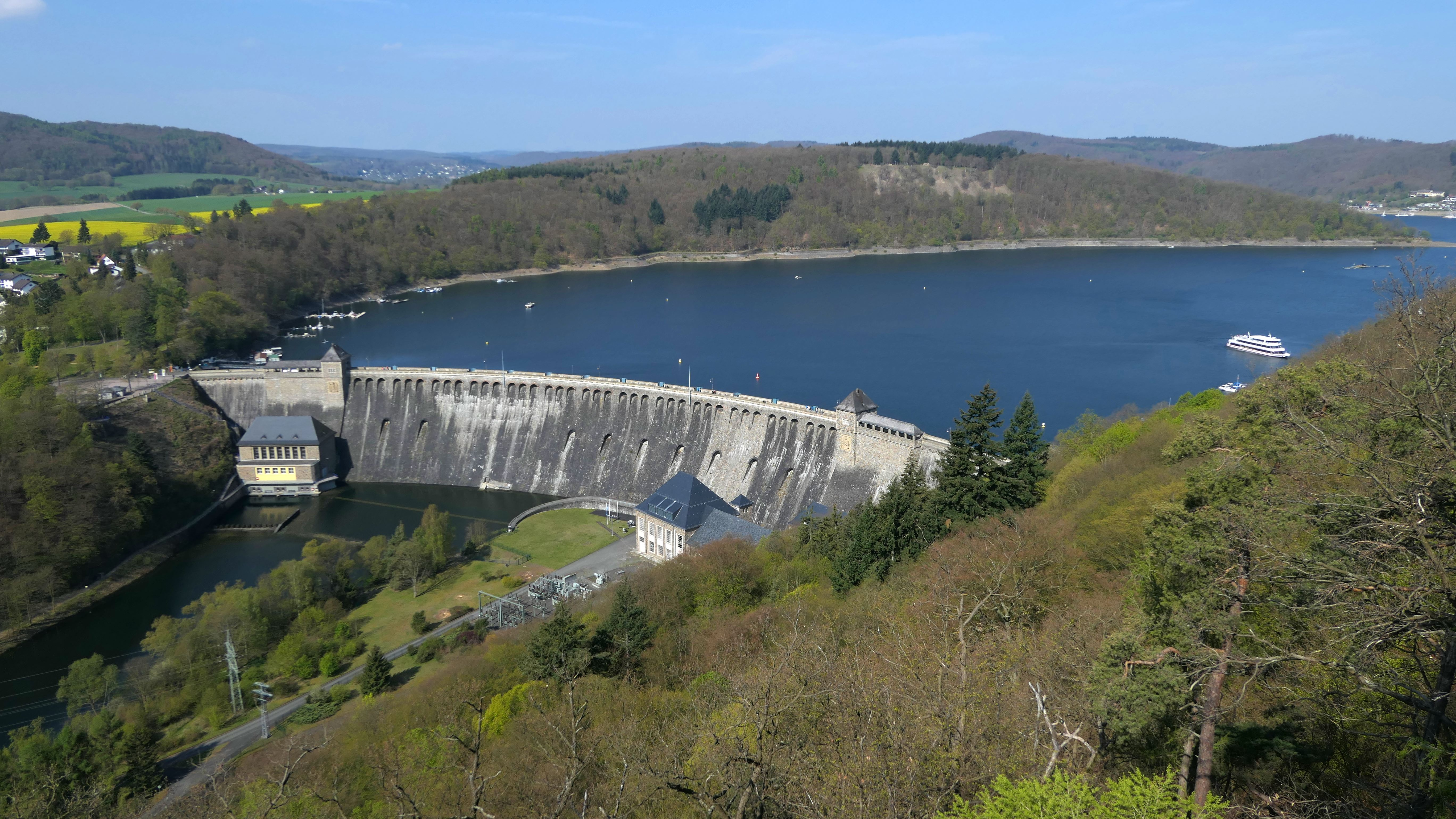
Intze-Gewichtsstaumauer der Edertalsperre

Eine Staumauer ist das wasserbauliche Kernelement einer Stauanlage und wird im Regelfall an Engstellen von Tälern errichtet. Der sich vor dem Absperrbauwerk bildende Stausee kann als Wasserspeicher unterschiedlichen Zwecken dienen. In Bezug auf Morphologie und Geologie stellt eine Mauer hohe Anforderung an den Untergrund und übernimmt im Gegensatz zu einem Staudamm gleichzeitig die Trag- und Dichtungsfunktion. Die in der Anfangszeit aus Naturstein-Mauerwerk errichteten Absperrbauwerke bestehen seit Mitte des 20. Jahrhunderts vornehmlich aus unbewehrtem Massenbeton. Besonders im Hochgebirge können damit Wasserspeicher mit sehr großen Stauhöhen gebaut werden. Je nach Art ihres Tragverhaltens werden die Bauweisen eingeteilt in: Gewichtsstaumauern, Bogenstaumauern und Pfeilerstaumauern. Weitere Bauformen bestehen aus einer Kombination der drei Bauarten.
Die Gesamtanlage aus Staumauer und Stausee wird zusammen mit den weiteren Betriebselementen wie Vorsperre, Grundablass, Kraftwerk etc. als Talsperre bezeichnet.

## Gründung

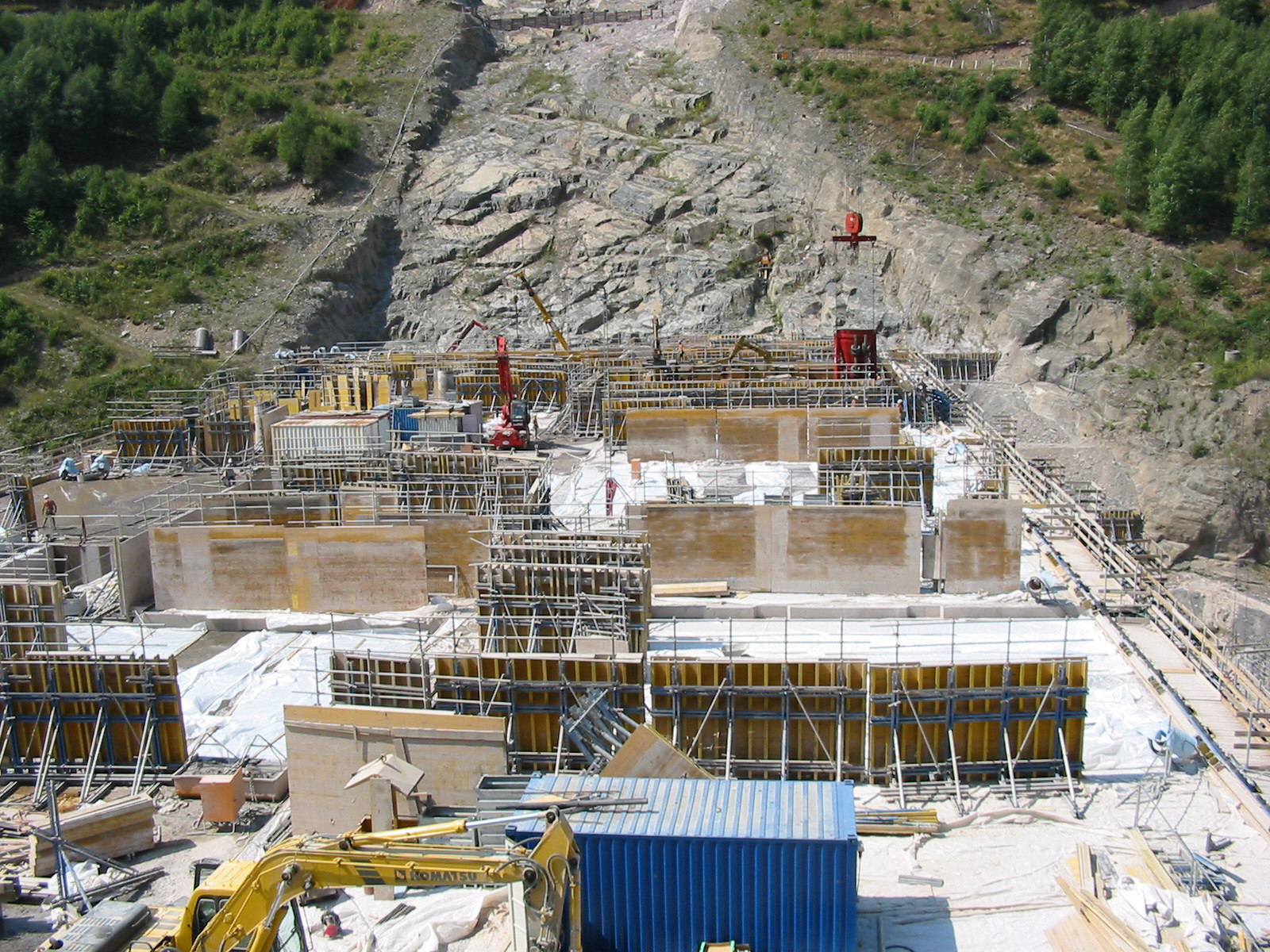
Gesäuberte Gründungsfläche der Talsperre Leibis-Lichte

Die Gründung einer Staumauer hat ausschließlich auf tragfähigem Fels zu erfolgen. Dessen geomechanischen und strukturgeologischen Eigenschaften bestimmen zusammen mit der Talform (Muldental, U- oder V-Tal) die Bauart der Staumauer, die zusammen mit dem Untergrund das Tragwerk des Sperrbauwerks bildet. Dieses Tragwerk muss sicherstellen, dass die auftretenden Kräfte aus dem Wasserdruck gezielt in den Untergrund bzw. in die Talflanken abgeleitet werden. Deshalb sind geologische Voruntersuchungen zur Feststellung der felsmechanischen Eigenschaften im Sperrenbereich, insbesondere im Hinblick auf Dichtigkeit und Festigkeit von Untergrund und Talflanken notwendig. Die Felsoberfläche als Gründungssohle muss sorgfältig vorbereitet und gesäubert werden, wobei verwittertes Gestein abzutragen ist und vorhandene Klüfte und Spalten geschlossen und abgedichtet werden müssen. Bei gebogenen Mauern müssen auch die Widerlager an den Talhängen ausreichend tragfähig sein und sind entsprechend zu behandeln. Um eine Unterläufigkeit zu vermeiden und den Sohlenwasserdruck zu mindern ist auf ausreichende Dichtheit des Untergrundes im Bereich des Absperrbauwerkes zu achten. Dazu kann ein Dichtungsteppich auf der Sohle vor der Sperre dienen oder es kann ein Dichtungsschleier in den Untergrund eingepresst werden.
Bei Gewichtsstaumauern erfolgt die Lastabtragung im Wesentlichen über Scherspannung auf der Gründungssohle. Zur Erhöhung der Gleitsicherheit ist eine vertiefte Einbindung in den Fels vorteilhaft, die schonend und nicht durch Sprengung erfolgen sollte, um die Gründungssohle nicht aufzulockern. Je größer die Krafteinleitung, desto tiefer muss die Einbindung sein. Auch die Ausbildung der Gründungsfläche mit Verzahnung erhöht die Reibung so wie auch die Herstellung von Betonblomben zwischen Fels und Mauer. Exzentrisch wirkende Vorspannanker an der Wasserseite der Mauer gegen eventuell auftretende Zugspannungen sind kritisch zu sehen, da sie auf eine Lebenszeit von 100 Jahren ausgelegt sein müssen. Sie erfordern einen stabilen Felsuntergrund und erzeugen konzentrierte Ankerkräfte auf der Mauerkrone. In Österreich dürfen sie nur bei bestehenden Anlagen und in Ausnahmefällen eingebaut werden.
Zum Nachweis der Standsicherheit des Gesamttragwerks wird heutzutage die Finite-Elemente-Methode verwendet. Damit können auch die Belastungen aus der Sickerströmung und der Auftriebswirkung für Mauer und Untergrund berücksichtigt werden.

## Sohlenwasserdruck und Kontrollgang

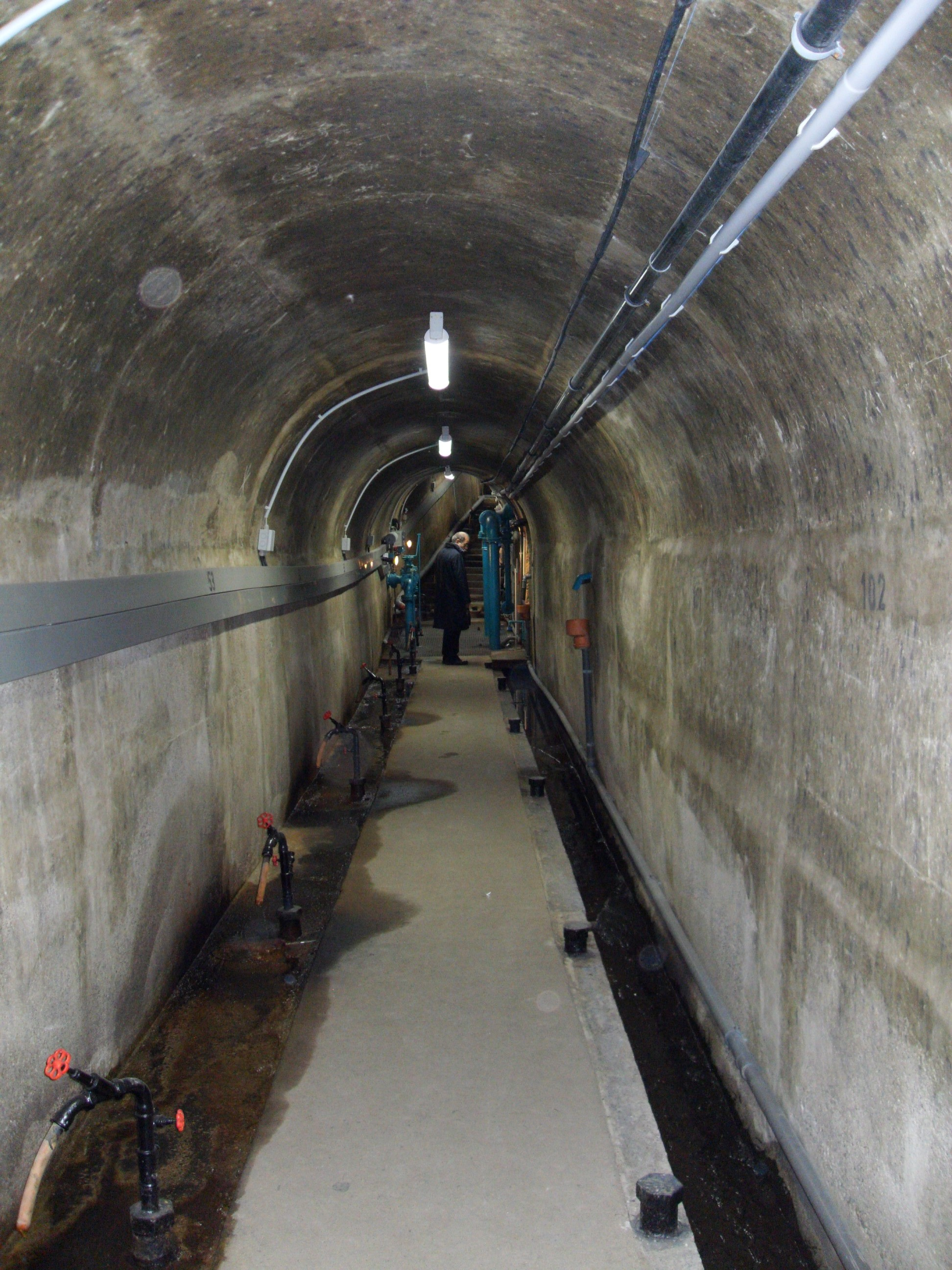
Kontrollgang der Oleftalsperre

Der hohe Wasserstand in der Talsperre erzeugt einen entsprechend hohen Wasserdruck, der wegen der Restdurchlässigkeit zu einer Durchströmung von Mauer und Untergrund führt. Dadurch wird das gesamte Tragwerk unter Auftrieb gesetzt, der als Porenwasserdruck bzw. Sohlenwasserdruck der Auflast aus der Mauer entgegenwirkt. Nach DIN 19700 muss dieser bei der Bemessung berücksichtigt werden, um auch mögliche Zugspannungen an der Wasserseite zu detektieren. Ein Kontrollgang auf der Gründungssohle in Längsrichtung der Mauer dient der Überwachung des Bauwerks und der deutlichen Reduzierung des nach oben wirkenden Sohlenwasserdrucks. Er bietet Platz für verschiedene Messeinrichtungen zum Verformungsverhalten und der Kontrolle des Sohlenwasserdrucks einschließlich des Sickerwasseranfalls hinsichtlich Menge, Herkunft und Analyse der Schwebstofffracht. Daneben gestattet der Gang die Überprüfung der Drainagen auf Funktionsfähigkeit und der evtl. Instandsetzung sowie nachträgliche Arbeiten zur Abdichtung von Untergrund und Bauwerk. Die 19700 Teil 11 sieht seit 1986 einen solchen Prüfgang im unteren Teil nahe der Stauwand als erforderlich an.
Die ab 1890 gebauten Bruchsteinmauern, die meistens auf einem Entwurf von Prof. Intze basieren, waren noch ohne Sohlenwasserdruck bemessen, aber mit einem angenommenen Wasserspiegel bis zur Mauerkrone. Um das Eindringen von Wasser zu mindern und den Fließweg im Untergrund zu verlängern, hatte er den sogenannten „Intze-Keil“ vorgesehen. Diese im Bereich des höchsten Wasserdrucks am Fuß der Mauer eingebrachte und verdichtete Vorschüttung aus bindigem Material trug zur ersten Reduzierung des Sohlwasserdrucks bei. Spätere Untersuchungen zur Durchlässigkeit dieses Materials haben eine deutliche Abdichtungswirkung nicht bestätigt. Der Keil reichte ungefähr bis zur halben Höhe der Mauer. Die obere Hälfte hatte einen wasserdichten Putz mit Dichtanstrichen erhalten und war durch ein Vorsatzmauerwerk geschützt. Eindringendes Wasser sollte durch Tonrohrdrainagen an der Wasserseite aufgefangen werden, die im unteren Viertel der Mauer über Sammler zur Luftseite geführt wurden. Leider wurden die Drainagen häufig bei Sanierungen durch Verpressarbeiten verschlossen.
Einen Kontrollgang besaßen die Intze-Mauern nicht. Ab den 1980er Jahren zogen die Aufsichtsbehörden die Standsicherheit dieser Mauern in Zweifel. Als Folge wurde die Absenkung des erlaubten Stauziels angeordnet und eine Sanierungsverfügungen erlassen. Damit wurde der obere Bereich des Einstaus und damit der größte Volumenanteil dem Betrieb der Talsperre entzogen, sodass die angestrebten Ziele zum Hochwasserschutz oder zur Erzeugung von Energie wirtschaftlich nur noch unzureichend verfolgt werden konnten. Die folgenden Anpassung an die Anerkannten Regeln der Technik führten mehrfach zum Auffahren von Drainage- und Kontrollstollen auf der Gründungssohle dieser Talsperren. Die seit den 1950er Jahren gebauten Talsperren mit Gewichtsstaumauern wurden mehrheitlich mit derartigen Kontrollstollen errichtet.

## Bautypen

### Gewichtsstaumauer

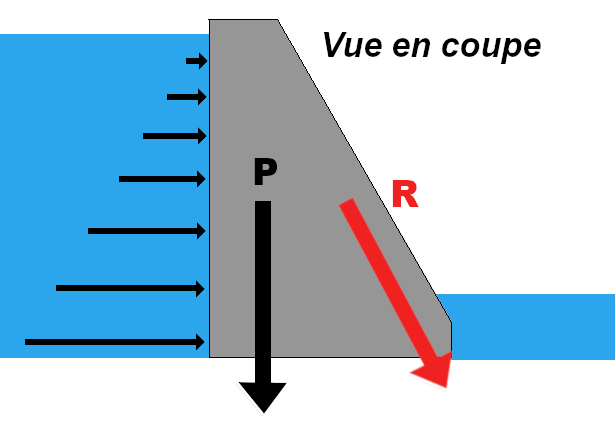
Kraftwirkung an einer Gewichtsstaumauer
von links Wasserdruck
P=Eigengewicht R=Resultierende Kraft

Eine Gewichtsstaumauer ist im Prinzip eine Schwergewichtswand, die allein durch ihr Eigengewicht die horizontal wirkende Kraft des Wassers über Schubspannung in den Felsuntergrund ableitet. Die Mauern benötigen daher immer guten und standfesten Baugrund aus Fels. Mit einem bogenförmigen Grundriss können temperaturbedingte Dehnungen zusätzlich ausgeglichen werden. Als Baumaterial wurde anfangs Mauerwerk aus Bruchstein verwendet, das seit den 1920er Jahren durch Beton ersetzt worden ist. In den USA wird neuerdings auch Walzbeton (englisch Roller Compacted Concrete, kurz RCC) eingesetzt. Der Mauertyp eignet sich für breite und weniger tiefe Täler mit schwach geneigten Talflanken.
Die Aufstandsfläche verläuft im Querschnitt entweder annähernd horizontal, oder zur Luftseite hin ansteigend, was für die Gleitsicherheit vorteilhaft ist. Im Querschnitt ist eine Gewichtsstaumauer ungefähr dreieckförmig mit einer Erweiterung im Kronenbereich zur Aufnahme einer Fahrbahn, über die Arbeiten an Mauer und Einbauten erfolgen können. Das Verhältnis von Sohlenbreite zu Höhe beträgt ungefähr 2:3 mit einer nahezu senkrechten Wasserseite. Mit ihren luftseitigen Neigungen zwischen 1:0,65 und 1:0,8 sind diese Bauwerke relativ schlank.
Größere Gewichtsstaumauern haben im Allgemeinen einen oder mehrere Kontrollgänge, in denen sich Drainagen und Messinstrumente zur Überwachung befinden. Betonmauern sind gegenüber Mauern aus Bruchstein empfindlich gegenüber Temperatureinflüssen und müssen deshalb konstruktiv mit Dehnungsfugen ausgeführt werden. Diese liegen im Abstand von 15 bis 30 Meter übereinander und besitzen Blockstärken von 25 bis 40 Metern.
In Deutschland gibt es 74 Gewichtsstaumauern, die älteste ist die Eschbachtalsperre von 1891. Eine große Anzahl steht in den Mittelgebirgen Eifel, Sauerland, Bergisches Land, dem Harz und im Thüringer Wald sowie in Sachsen. Die größten sind Möhnetalsperre und Edertalsperre. Nach 1945 wurden die Mauern mehrheitlich aus Beton und mit einem geraden Grundriss gebaut. Die jüngste Gewichtsstaumauer in Deutschland ist 2005 mit der Talsperre Leibis-Lichte in Thüringen errichtet worden. Die älteste betonierte Gewichtsstaumauer Europas staut das Wasser des Pérolles-Sees in Freiburg/Fribourg (Schweiz) und wurde 1872 fertiggestellt. Nach Stand 2010 steht die höchste Gewichtsstaumauer in der Schweiz: Grande Dixence.
Bildergalerie Gewichtsstaumauern

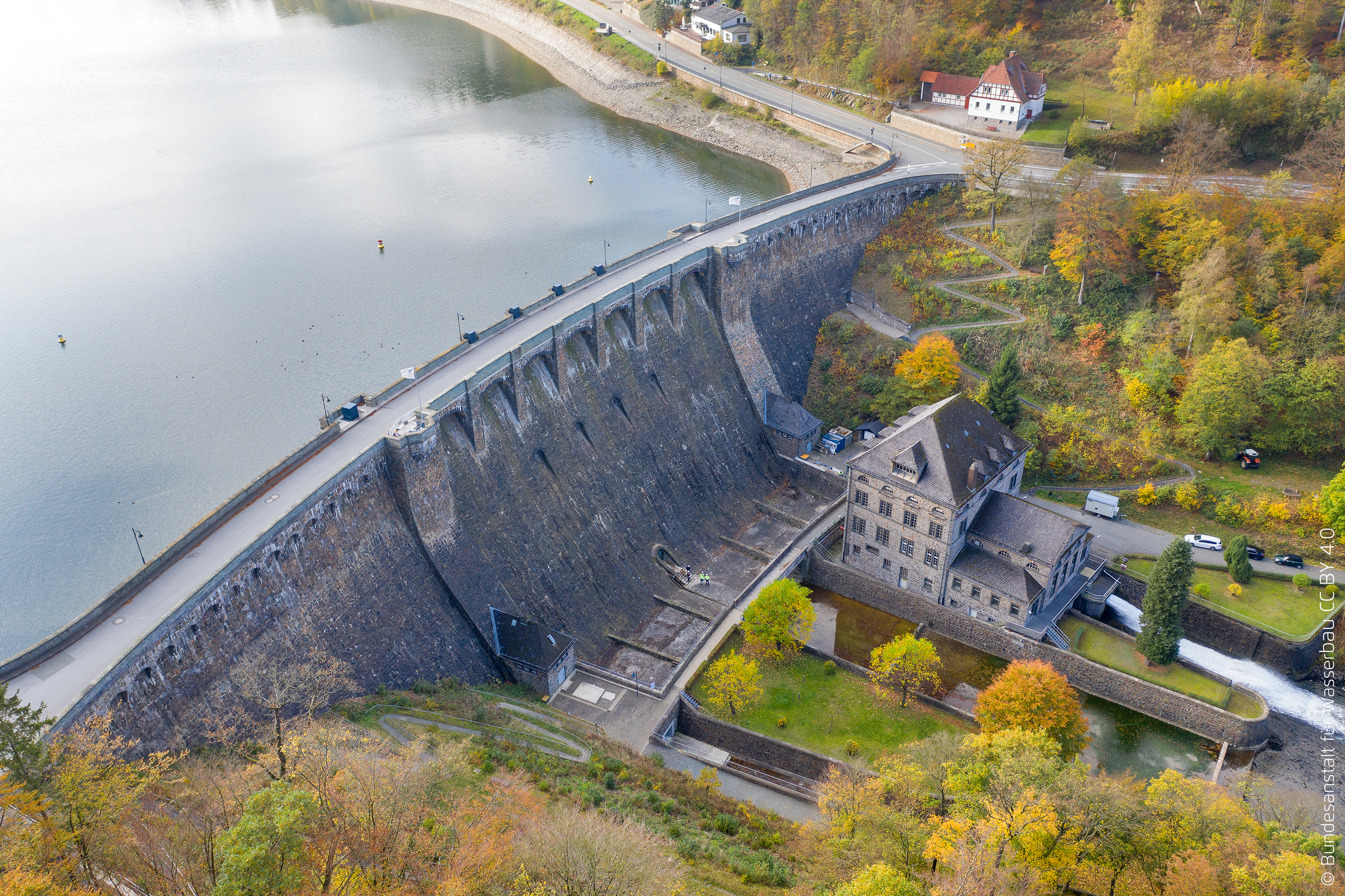
DE: Diemeltalsperre
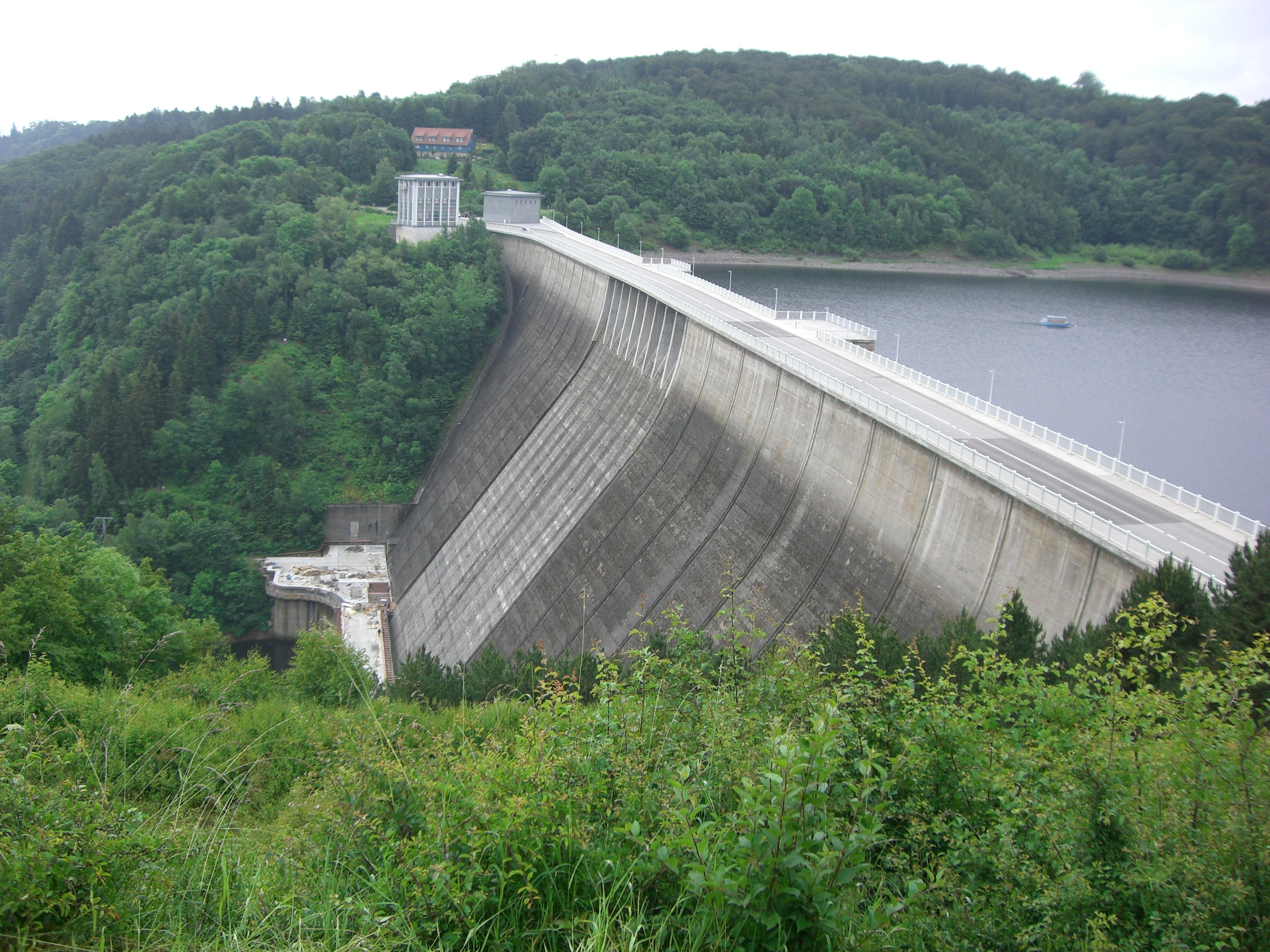
DE: Rappbode-Talsperre
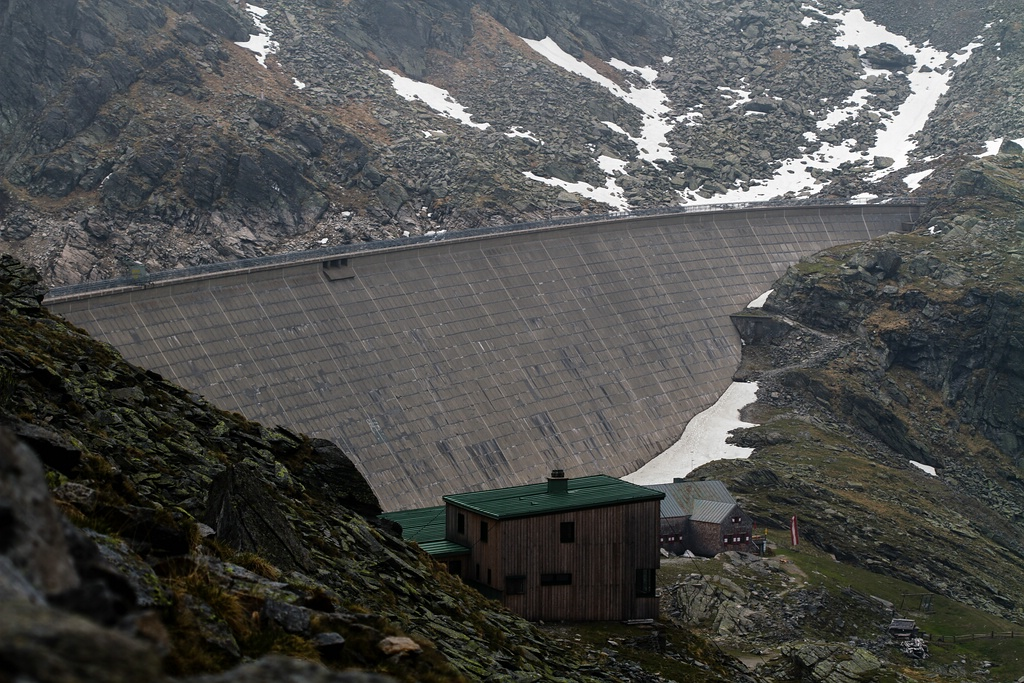
AT: Staumauer Großer Mühldorfer See
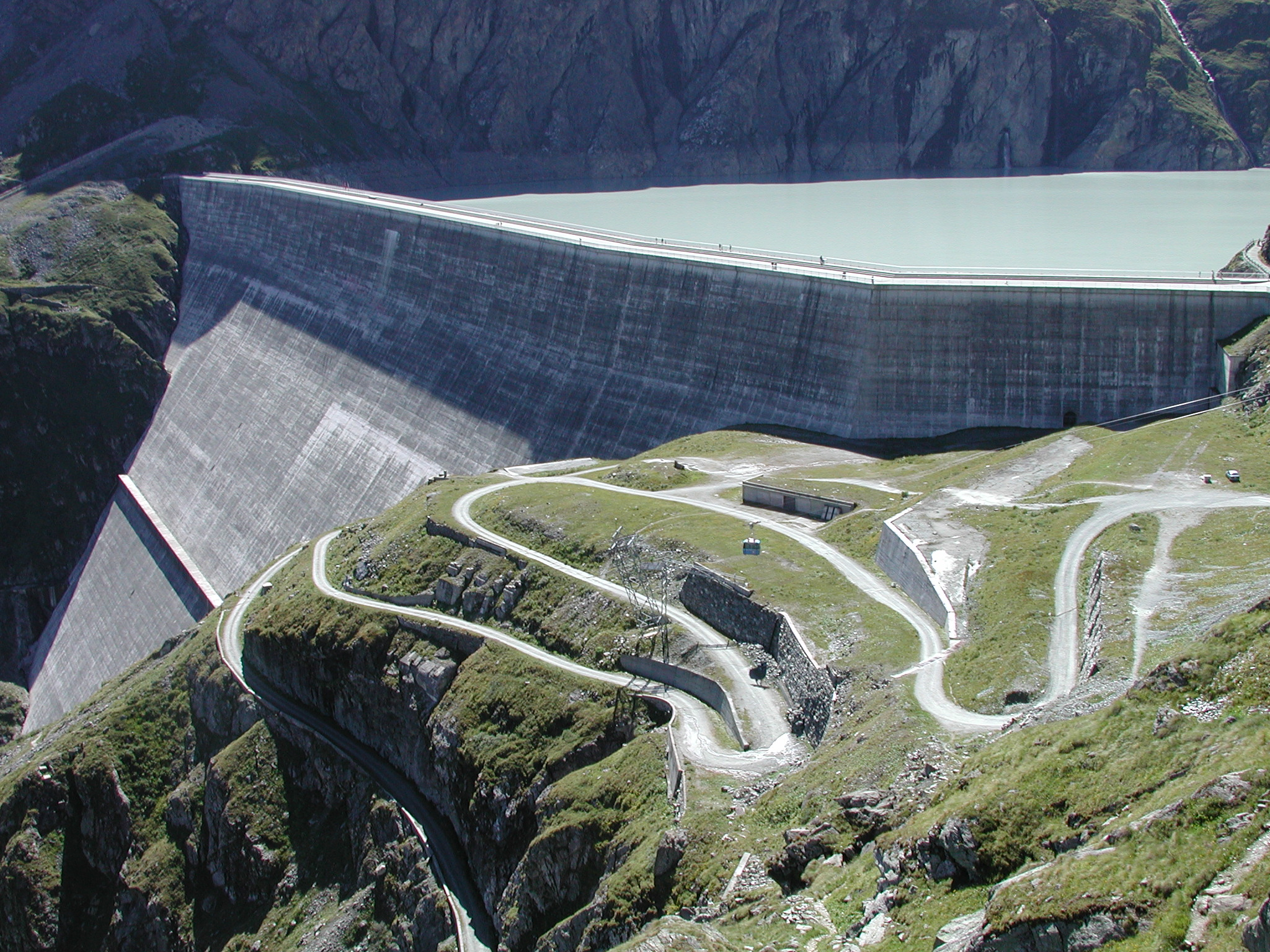
CH: Grande Dixence
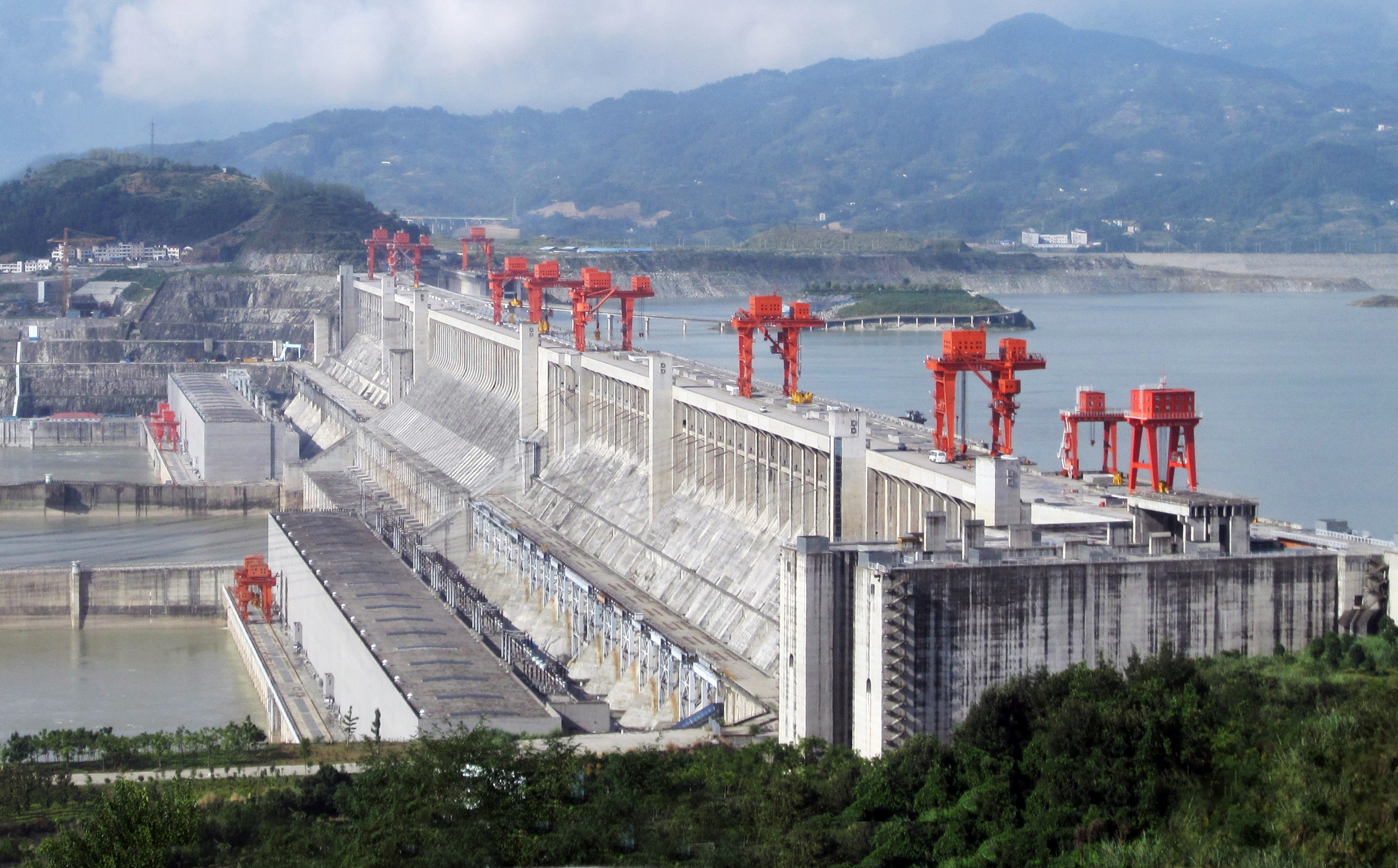
CN: Drei-Schluchten-Talsperre
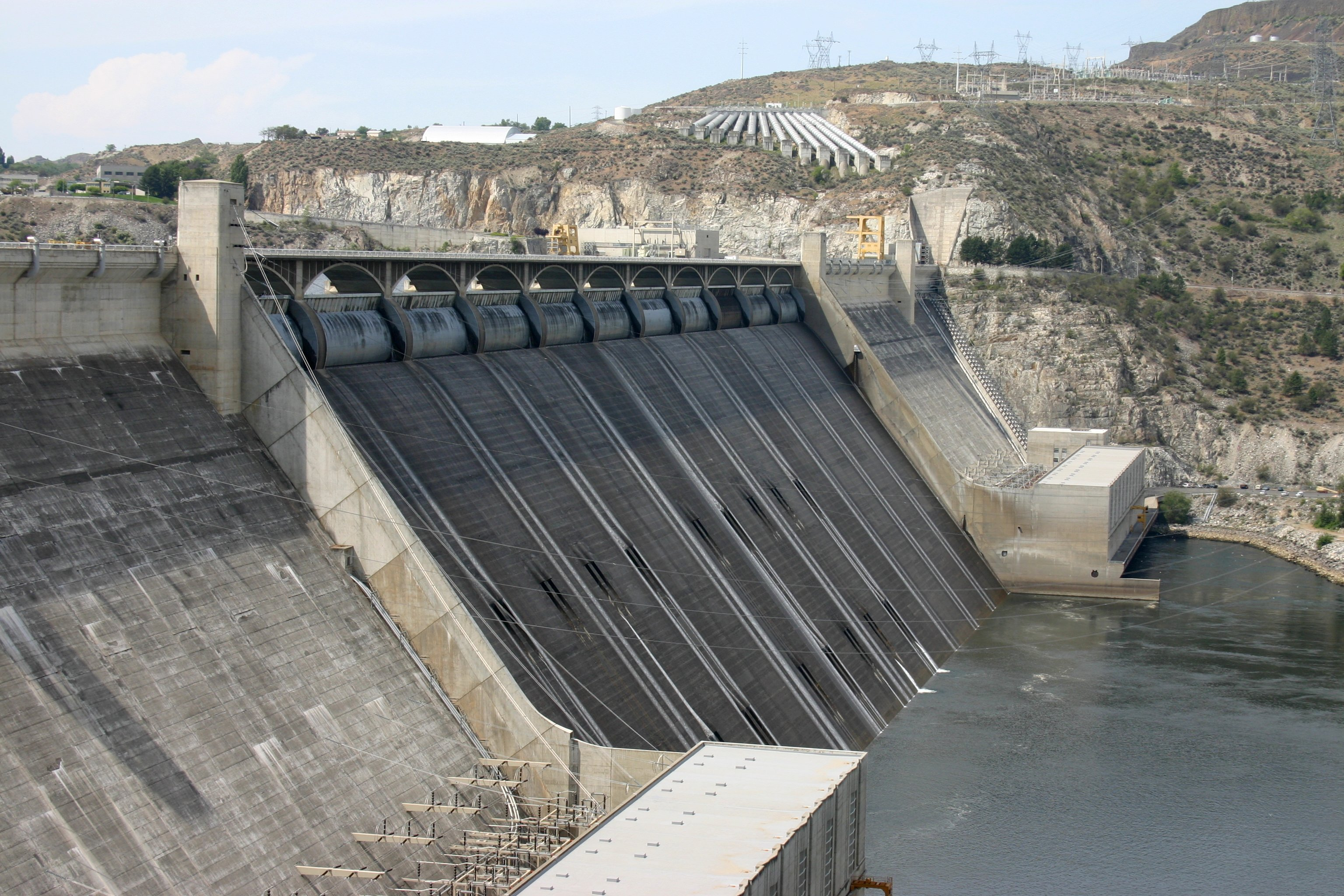
US: Grand-Coulee-Talsperre
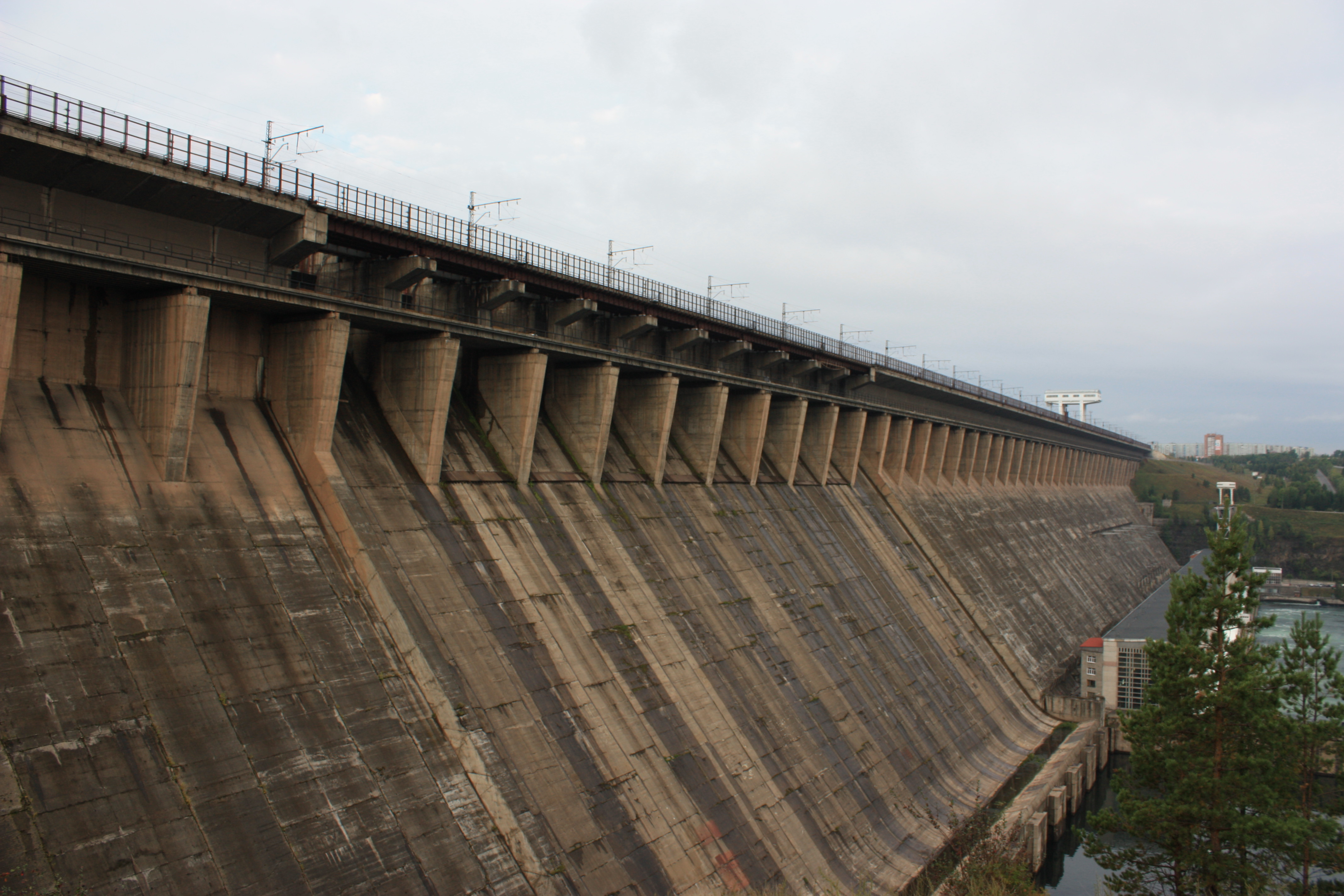
RU: Bratsker Stausee

### Bogenstaumauer

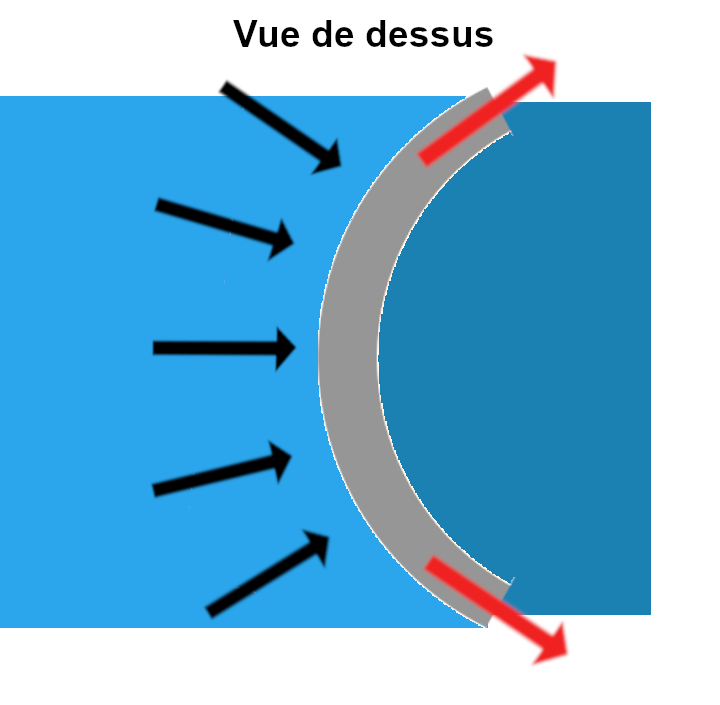
Kraftwirkung an einer Bogenstaumauer

Bogenstaumauern, in Österreich auch Gewölbestaumauer genannt, gelangen bevorzugt in verhältnismäßig engen und steilen Tälern zur Ausführung, sodass sie vorwiegend im Hochgebirge anzutreffen sind. Grundsätzlich bestehen sie aus Beton und sind im Vergleich zu ihrer Höhe sehr schlank, wodurch zum Bau deutlich weniger Material benötigt wird als bei einer Gewichtsmauer. Wegen der relativ kleinen Aufstandsfläche ist eine sorgfältige Gründung auf stabilem Fels unumgänglich.
Im Grundriss und oft auch im Querschnitt sind Bogenstaumauern wie ein Bogen gekrümmt und können große Höhen erreichen. Die sich aus dem Wasserdruck aufbauenden Kräfte werden wie bei einer Bogenbrücke überwiegend als Druckkräfte in Richtung der Wandachse links und rechts auf die Talflanken übertragen. Zur Anpassung an die geologischen Verhältnisse und um die Steifigkeit der Widerlager zu homogenisieren wird ein Pulvino als Stützung in der Umfangsfuge eingebaut. Das Bauelement gibt der Mauer die Möglichkeit, sich an der Stelle aufgrund der wechselnden Wasserdruckkräfte elastisch zu verdrehen, ohne dass Risse in Mauer und Felsuntergrund entstehen.
Die DIN 4048 differenziert noch die Bogenstaumauern in:
Gleichradien-Staumauern
Diese Bogenstaumauern besitzen in jedem Horizontalschnitt auf der Wasserseite den gleichen Krümmungsradius. Naturgemäß wird bei steilen Talflanken der Öffnungswinkel der Mauer nach unten hin kleiner. Bei breiteren Tälern bleibt der Öffnungswinkel fast gleich und man spricht von einer Zylinderstaumauer.
Gleichwinkel-Staumauern
Bei diesen doppelt gekrümmten Mauern besitzen alle Horizontalschnitte den gleichen Öffnungswinkel, wodurch sich der Krümmungsradius entsprechend ändert.
Kuppelstaumauern
Diese Bogenstaumauern sind die heute üblich gebauten Mauern. Sie sind sehr schlank mit Krümmung in vertikaler und horizontaler Richtung, weshalb sie auch Doppelbogenstaumauern genannt werden. Sie besitzen in allen Horizontalschnitten unterschiedliche Radien und Öffnungswinkel.
Aufgrund der fehlenden Voraussetzungen gibt es in Deutschland mit der Ofenwaldsperre nur eine Bogenstaumauer. In Europa sind die meisten in den drei Alpenländern zu finden.
Bildergalerie Bogenstaumauern

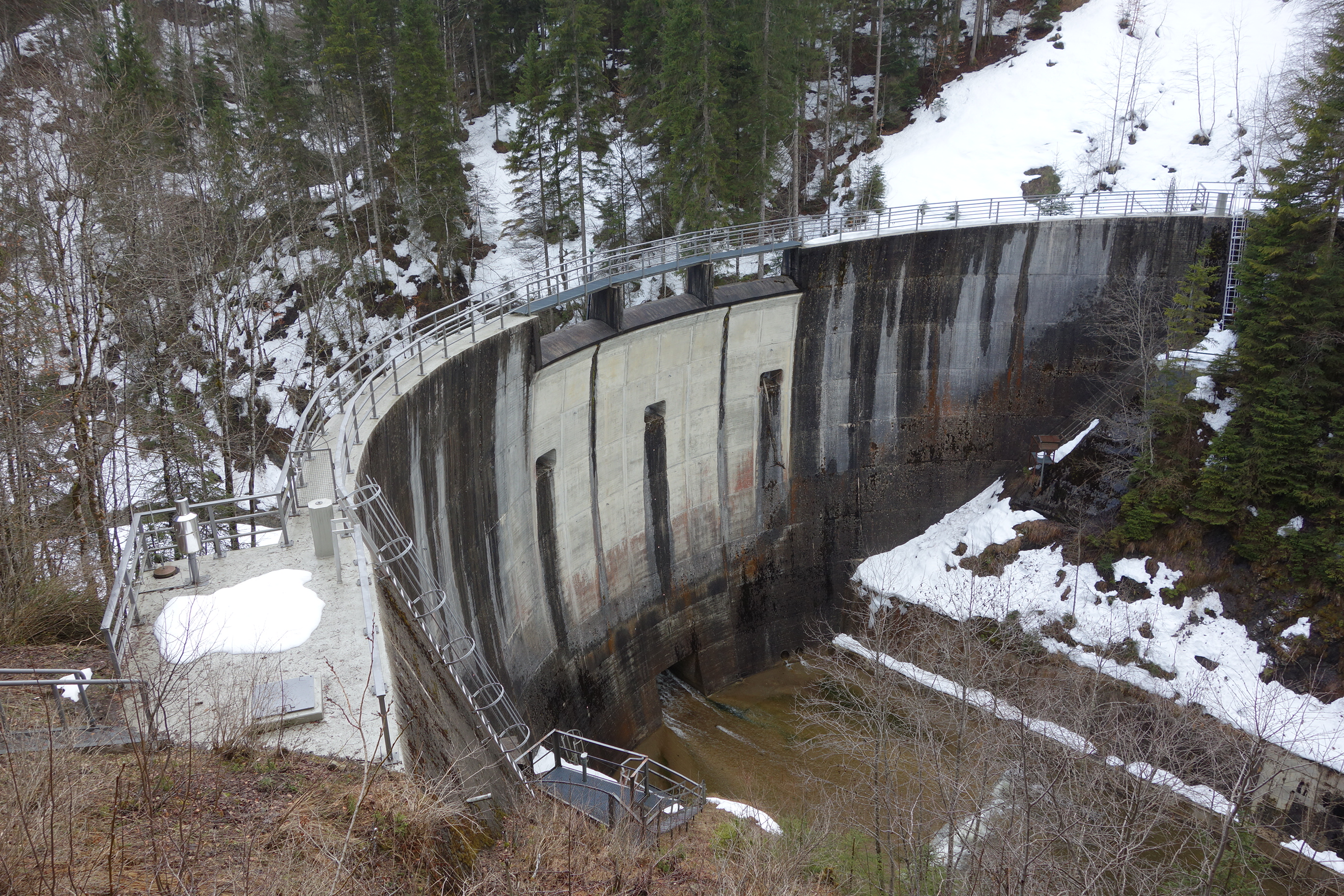
DE: Ofenwaldsperre im Oberallgäu
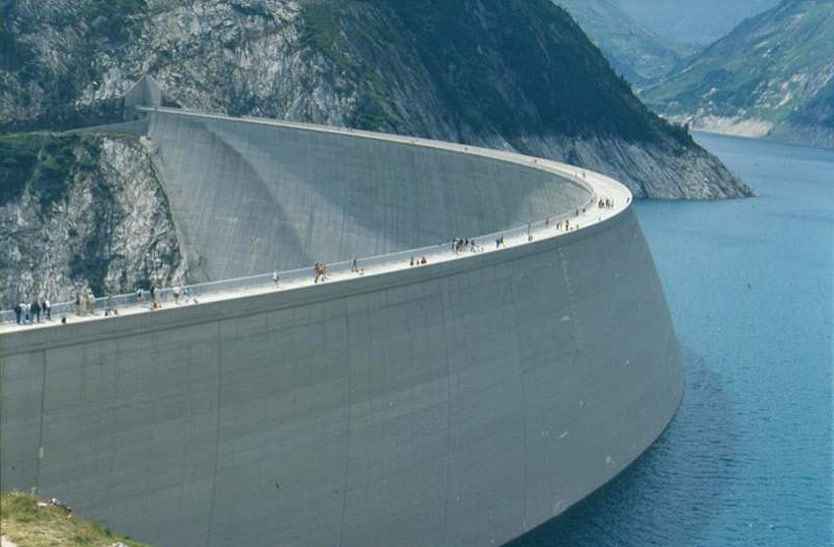
AT: Kölnbreinsperre in Kärnten
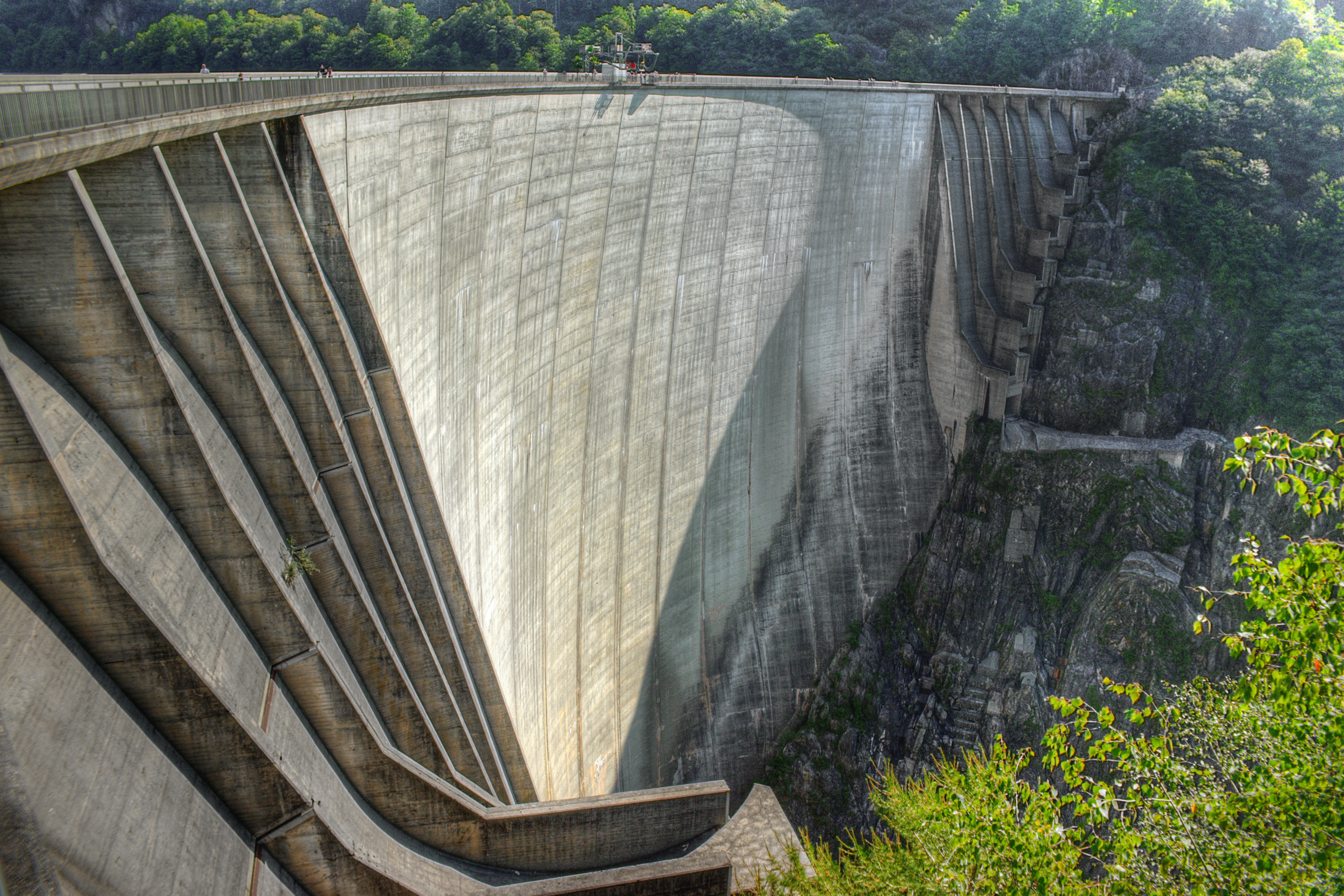
CH: Lago di Vogorno mit Verzasca-Mauer
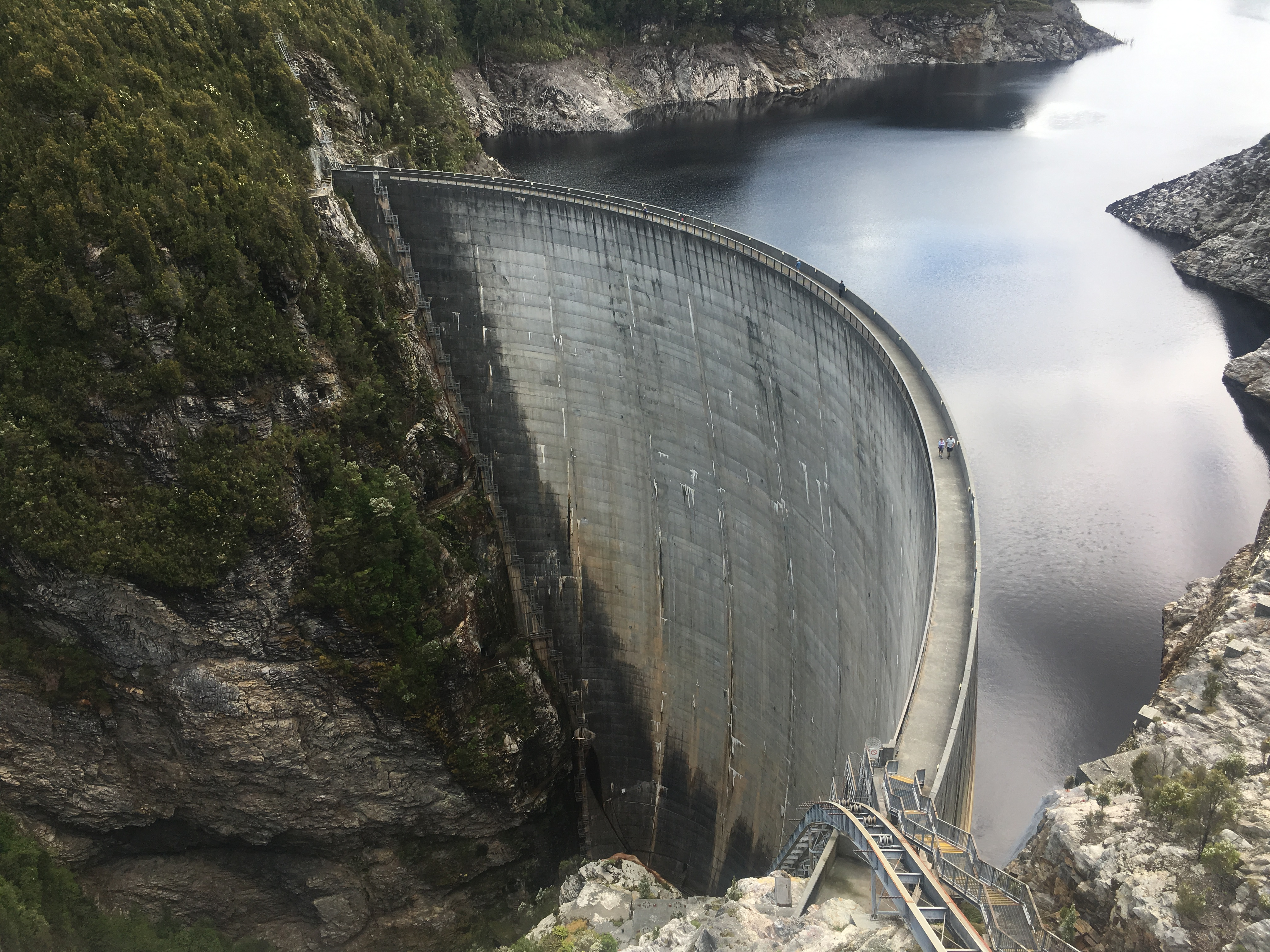
AU: Gordon-Staumauer in Tasmanien
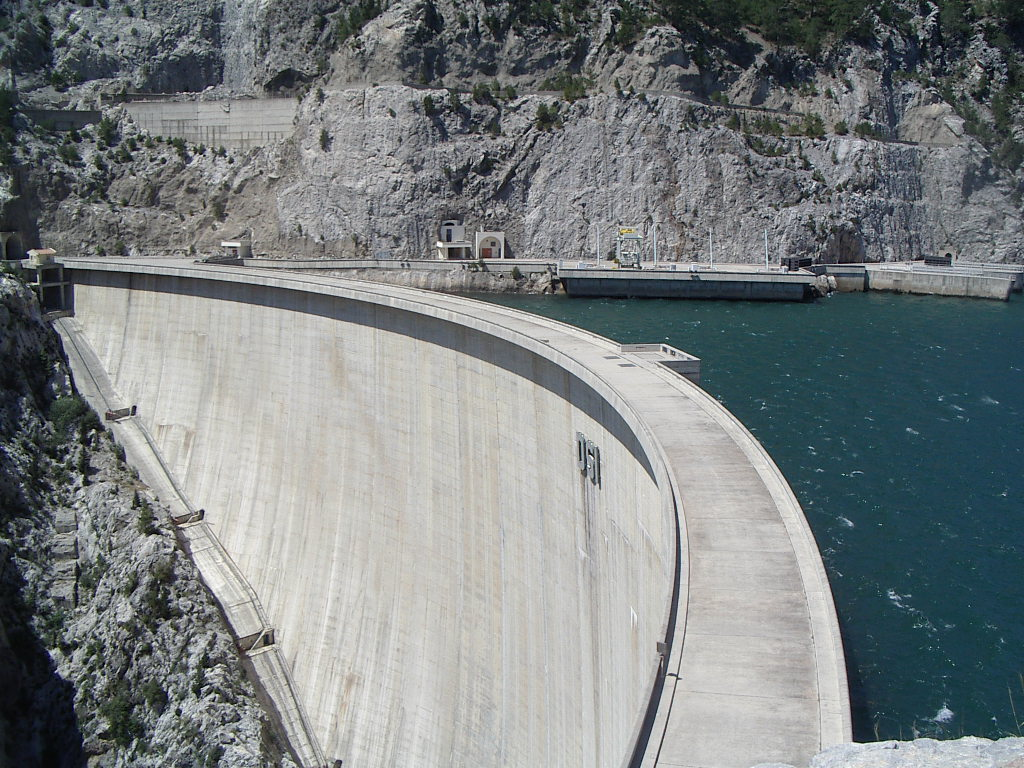
TR: Staumauer des oberen Manavgatstausees Oymapınar-Talsperre
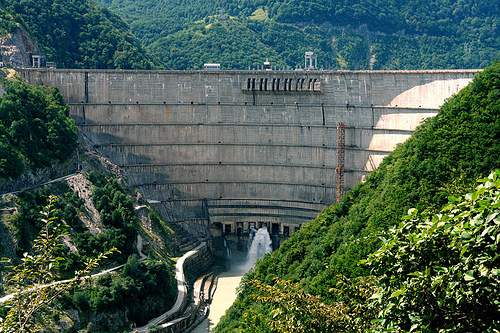
GE: Enguri-Staumauer – höchste der Erde

### Pfeilerstaumauer
Pfeilerstaumauern sind Betonbauwerke für relativ breite Täler mit flachen Talhängen. Die Lastabtragung entspricht einer Gewichtsstaumauer, wobei das Tragwerk wie bei einer Brücke aus einzelnen Pfeilern besteht. Auf diese stützt sich die Stauwand in Form von ebenen, geneigten Platten oder von einzelnen Gewölben bzw. Kuppeln ab. Die gleich weit voneinander entfernt stehenden Pfeiler sind meist gleichartig aufgebaute Scheiben (Wände), die in ihrer Achsrichtung die Druckkräfte aus dem Wasserdruck in den Untergrund ableiten. Bei geneigter Wasserseite kann der Wasserdruck vorteilhaft mit einer vertikalen Komponente aufgenommen werden, wodurch das geringere Gewicht der Mauer ausgeglichen wird. Wegen ihrer geringen Grundfläche ist die Belastung des Baugrunds unter den Pfeilern verhältnismäßig hoch, weshalb der Felsuntergrund eine ausreichende Tragfähigkeit aufweisen muss.
Die Problematik des Sohlenwasserdrucks bei Gewichtsstaumauern hat schon relativ früh zur Entwicklung dieser „aufgelösten Staumauern“ geführt, denn der freie Raum zwischen den Pfeilern bewirkt eine starke Reduzierung des Sohlenwasserdrucks, der sich in diesen Bereichen entspannen kann. Die offene, aufgelöste Bauweise hat gegenüber einer Gewichtsstaumauer eine deutlich geringere Gesamtmasse zur Folge und bietet eine gute Zugänglichkeit zu allen Anlagenteilen. Jedoch erfordert ihre Feingliedrigkeit wegen der umfangreichen Schalungsarbeiten und des aufwändigeren Bewehrungseinbaus einen erhöhten Bauaufwand, der durch die Einsparungen beim Konstruktionsmaterial nicht aufgewogen wird. Darüber hinaus sind Pfeilerstaumauern empfindlich hinsichtlich Widerlagerverschiebungen und innerer Spannung des Betons aufgrund von Schwinden und Kriechen. Bei zu wenig eingebauter Bewehrung besteht die Gefahr großer Rissbildung. Um Temperaturschwankungen im 'luftigen' Bauwerk zu reduzieren wurden beispielsweise bei der Oleftalsperre die Pfeilerzwischenräume verschlossen, sodass die Luftseite als glatte Wand erscheint.
Je nach Ausbildung der Pfeiler und der wasserseitigen Wand als Platte oder Gewölbe wird unterschieden nach:
Pfeilerplattenstaumauer
Die Pfeiler der Pfeilerplattenstaumauer sind als dreiecksförmige oder trapezförmige Wände aufgebaut, auf denen die Stauwand aufliegt. Zwischen den Wandfundamenten ergeben sich breite Abstände zum Abbau des Sohlwasserdrucks. Die Segmente zwischen den Pfeilern werden durch Platten an der Wasserseite überbrückt.
Pfeilerkopfstaumauer oder Hohlpfeilerstaumauer
Die Pfeiler der Pfeilerkopfstaumauer sind einzelne Baukörper in Pfeilerzellenbauweise. Zwischen diesen begehbaren Hohlpfeilern ist auf der Sohle eine Fuge zur Entspannung des Sohlwasserdrucks angeordnet. Wegen der unvermeidlichen Bewegungen der Bauteile untereinander müssen die wasserseitigen Dichtungen sorgfältig ausgebildet werden (Skizze Nr. 33 in ).
Pfeilergewölbestaumauer
Bei der Pfeilergewölbestaumauer, auch als Gewölbereihenstaumauer oder Vielfachbogenstaumauer bezeichnet, werden die Segmente der Stauwand nicht mit Platten, sondern mit einfach oder doppelt gekrümmten Gewölben verbunden (Skizze Nr. 37 in ).
Die einzige Gewölbereihenstaumauer in Deutschland ist die Linachtalsperre in Baden-Württemberg. Die Oleftalsperre des Wasserverband Eifel-Rur ist Deutschlands einzige Pfeilerkopfstaumauer. In den USA sind deutlich mehr Pfeilerstaumauern gebaut worden, die zum Teil Kombinationen aus den genannten Typen sind (siehe nächster Abschnitt Sonstige Staumauern).
Bildergalerie Pfeilerstaumauern

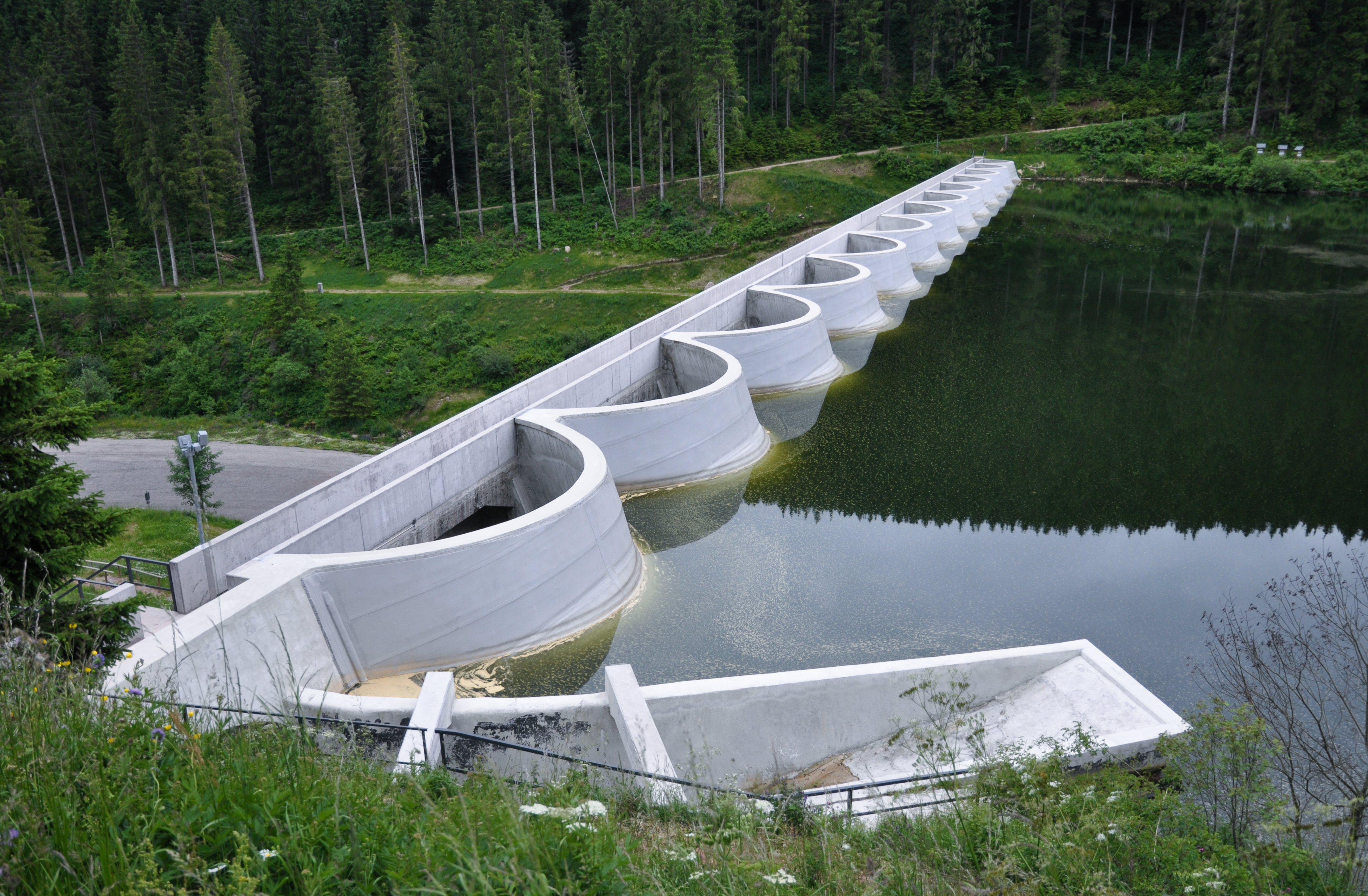
DE: Linachtalsperre im Schwarzwald
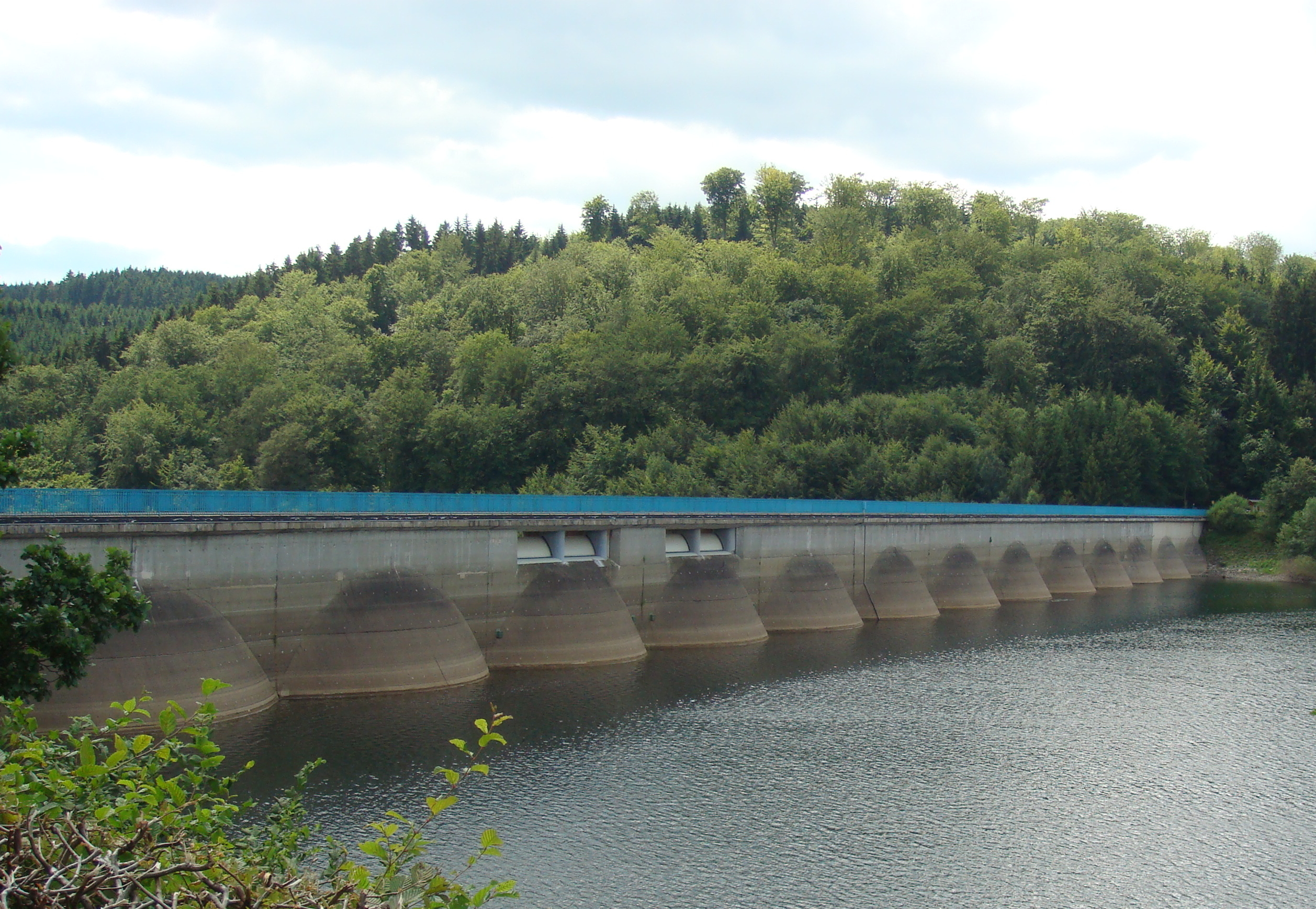
DE: Oleftalsperre in der Eifel
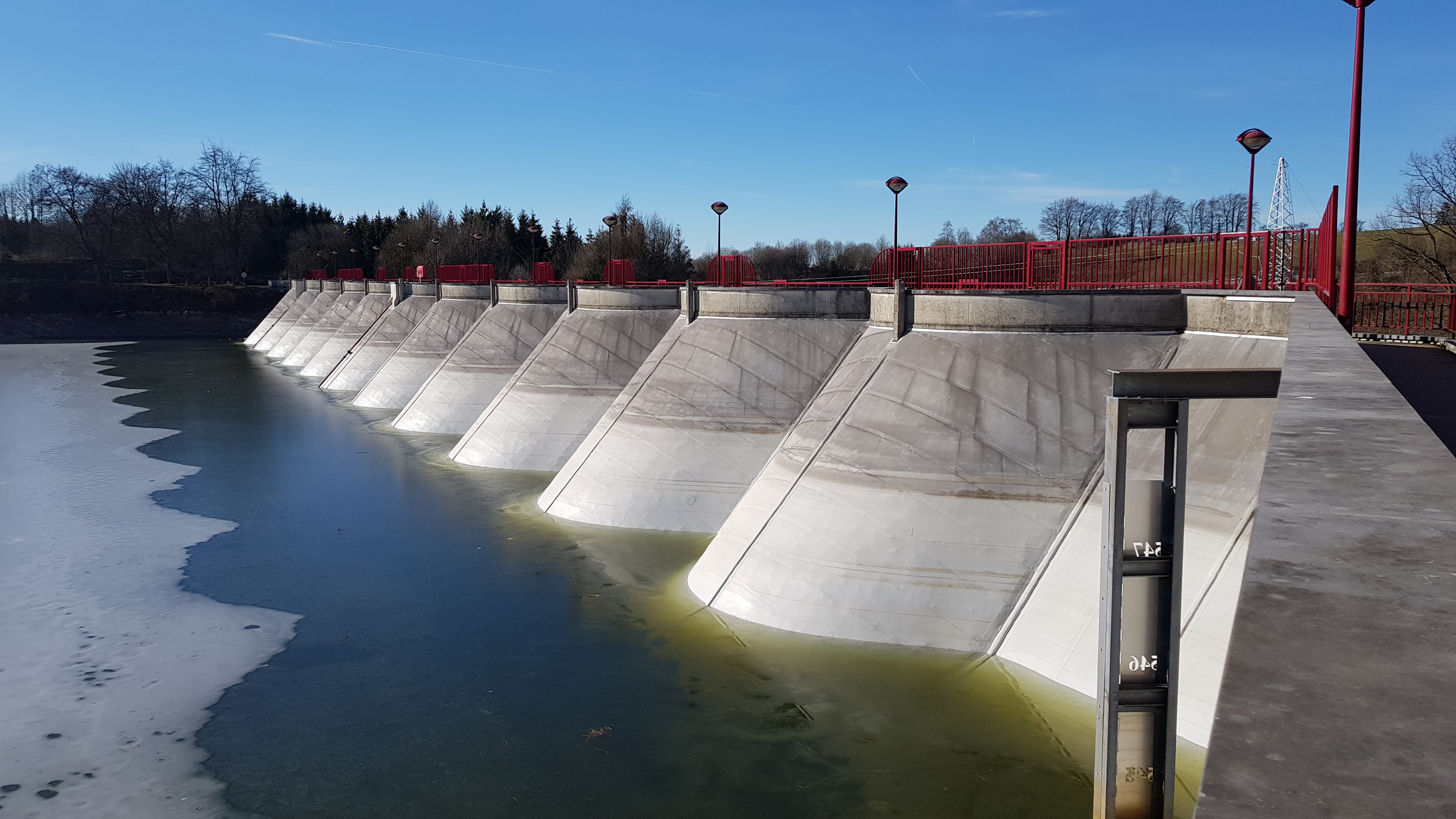
BE: Talsperre Bütgenbach
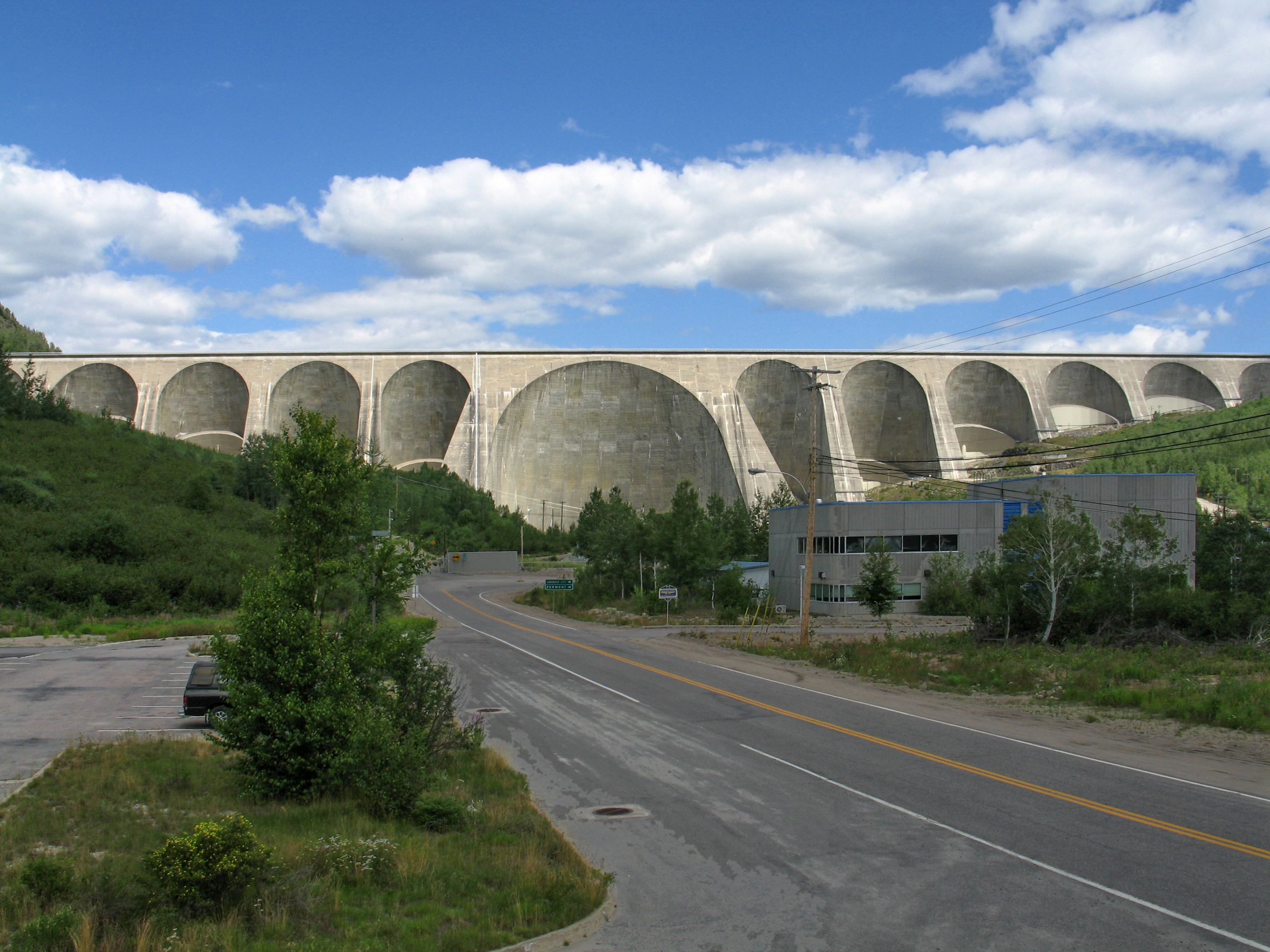
FR: Daniel-Johnson-Talsperre
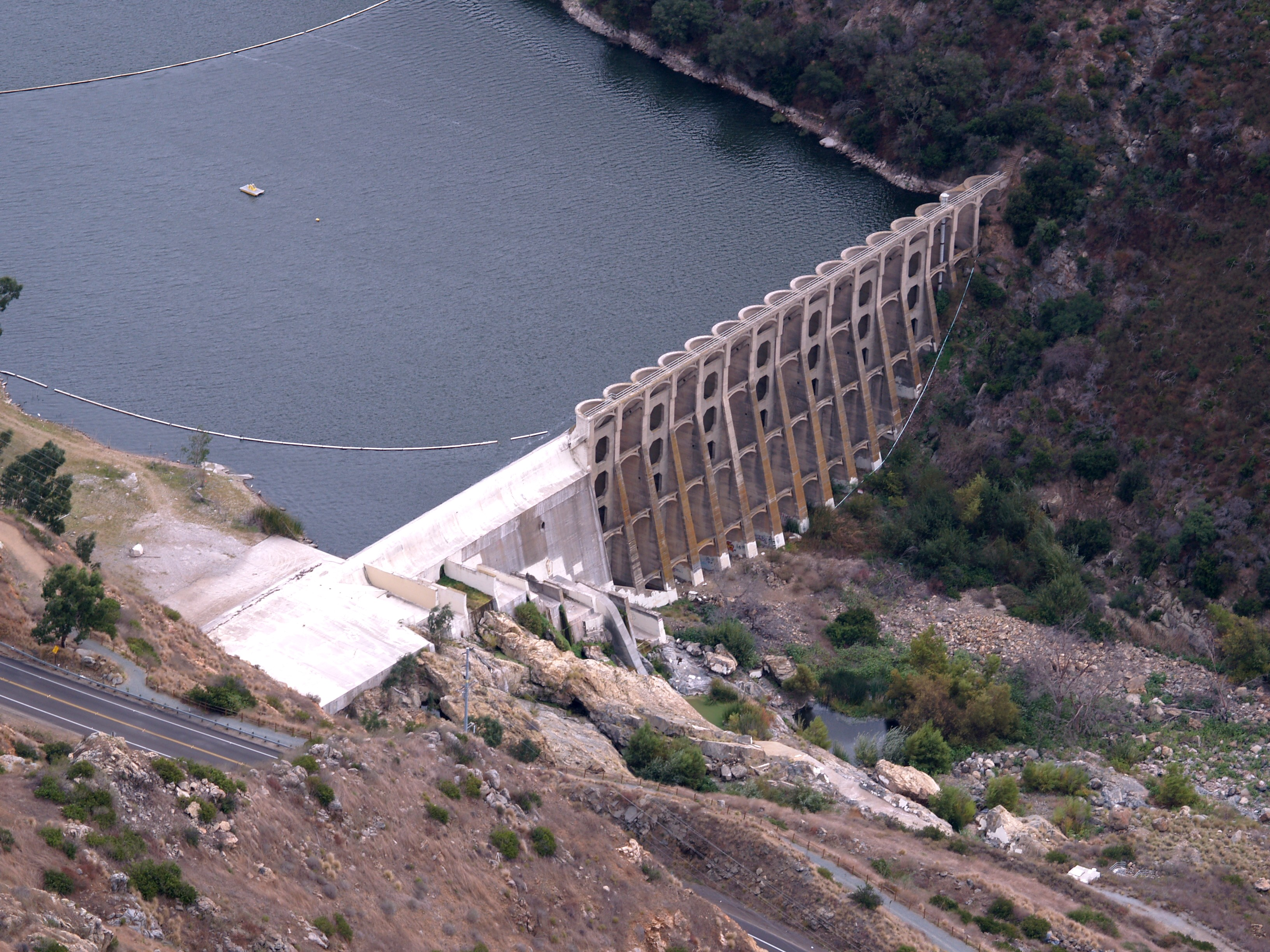
US: Lake Hodges in Kalifornien
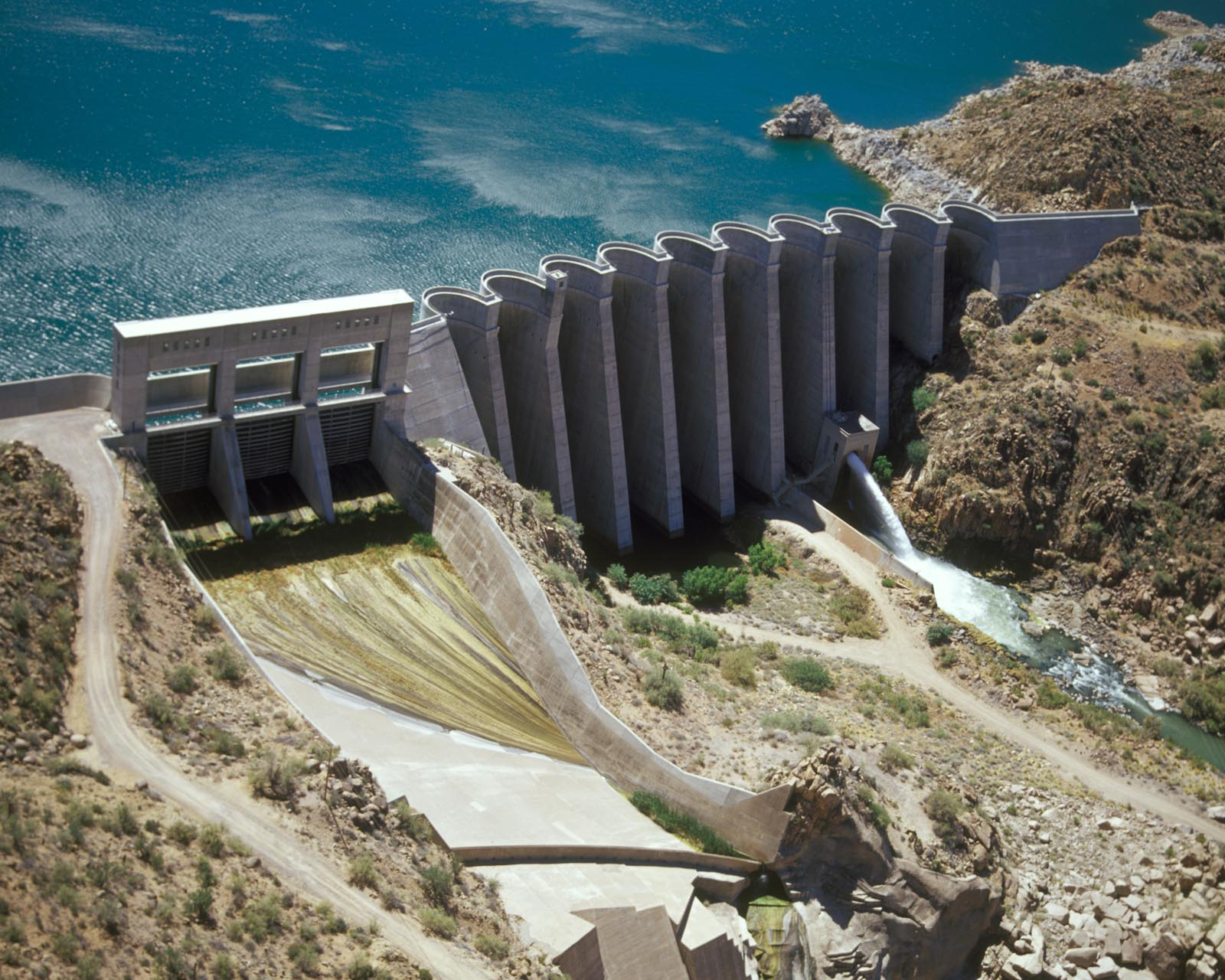
US: Bartlett Lake in Arizona
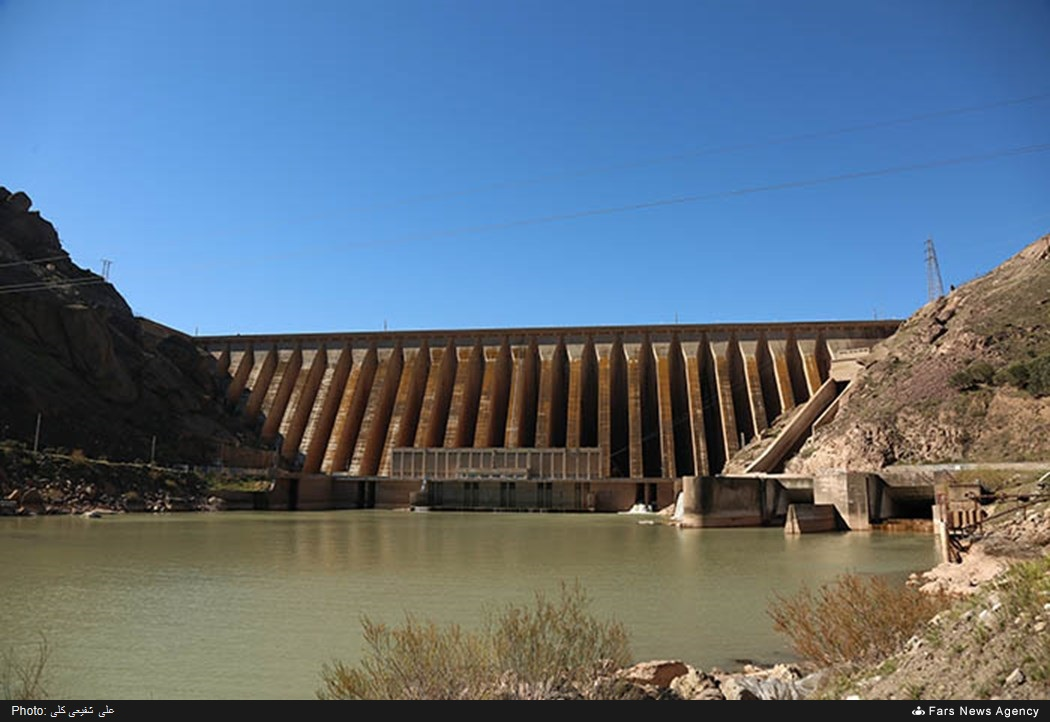
IR: Sefid-Rud-Talsperre im Nord-Iran

### Sonstige Staumauern
In einigen Fällen sind auch kombinierte Bauarten entstanden, besonders bei Erhöhungen oder sonstigen Umbauten an den Sperrbauwerken. Dies gilt auch in Kombination mit Staudämmen, wobei die Setzungen und Spreizbewegungen der Dämme Berücksichtigung finden müssen. Nach DIN 19700-11 müssen dabei alle Bauteile als Ganzes zusammenwirken, um die Lasten sicher in den Baugrund abzuleiten.
Eine Hybrid-Bauart ist die Bogengewichtsmauer, die eine Schwergewichtsmauer mit einer Bogenstaumauer kombiniert. Die Lastabtragung erfolgt je nach Geometrie der einwirkenden Wasserkräfte mehr wie eine Gewichtsstaumauer oder mehr wie eine Bogenstaumauer, sodass ein dreidimensionales Tragverhalten entsteht. Eine Vertreterin ist die Intze-Mauer der Urfttalsperre, die nachweislich dieses Verhalten zeigt. Bei den Pfeilerstaumauern gibt es die Kombination mit einer Bogenstaumauer, wenn in Talmitte ein breiterer Bereich überbrückt werden muss. Ein Beispiel dafür ist die Roselend-Talsperre in Frankreich, die in Nordrichtung mit der Méraillet-Mauer eine Pfeilerstaumauern in Reinform darstellt.
Die Kombination von Mauer und Damm ist beispielhaft die 400 m lange Bogenstaumauer des Stausee Kops in Österreich. Ihr Südende stützt sich an einem künstlichen Widerlager ab und die Lücke zwischen dem künstlichen Widerlager und dem Fels der Südseite des Tales wird mit einer gewöhnlichen Gewichtsstaumauer geschlossen.
Bildergalerie sonstige Staumauern

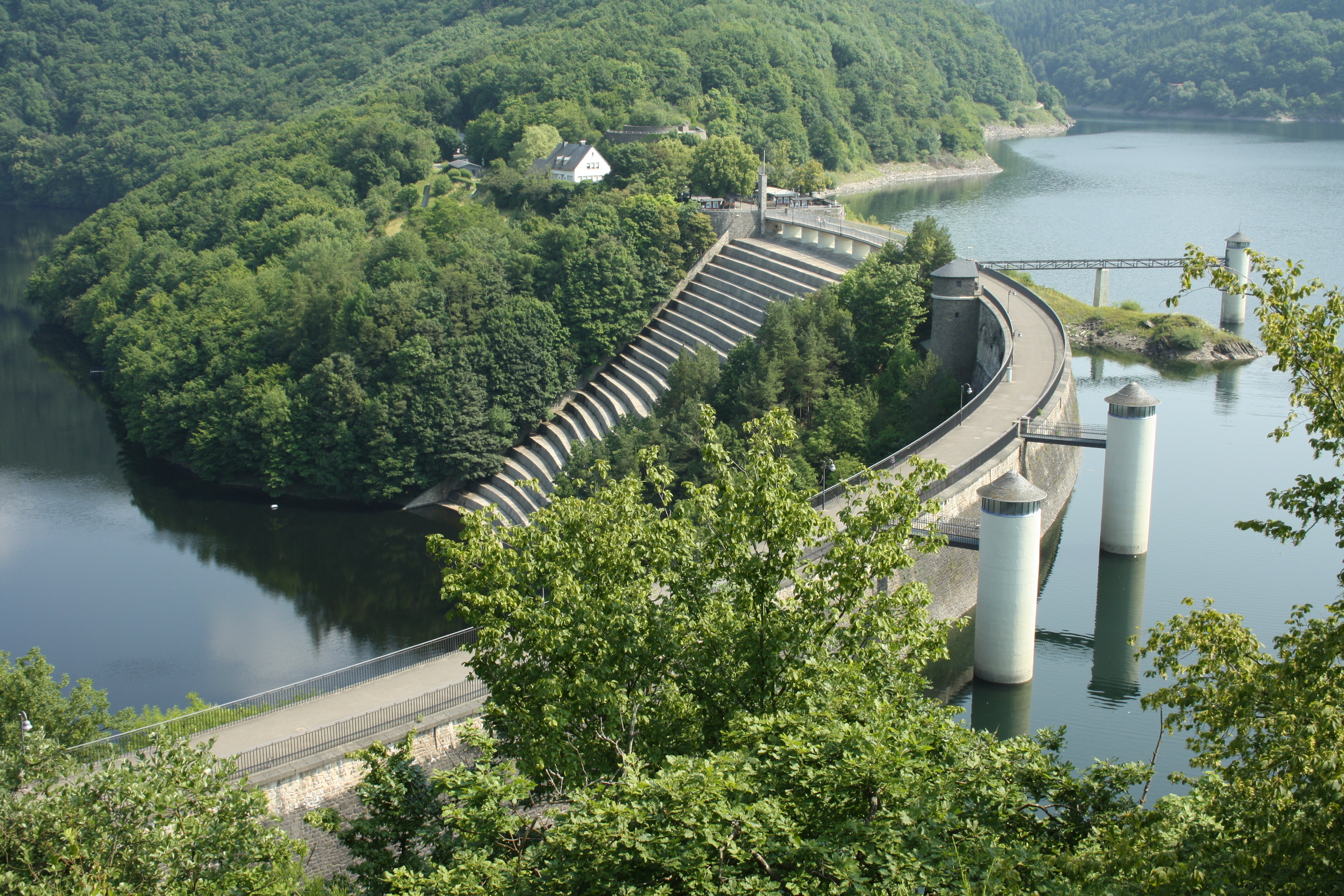
DE: Urfttalsperre in der Eifel
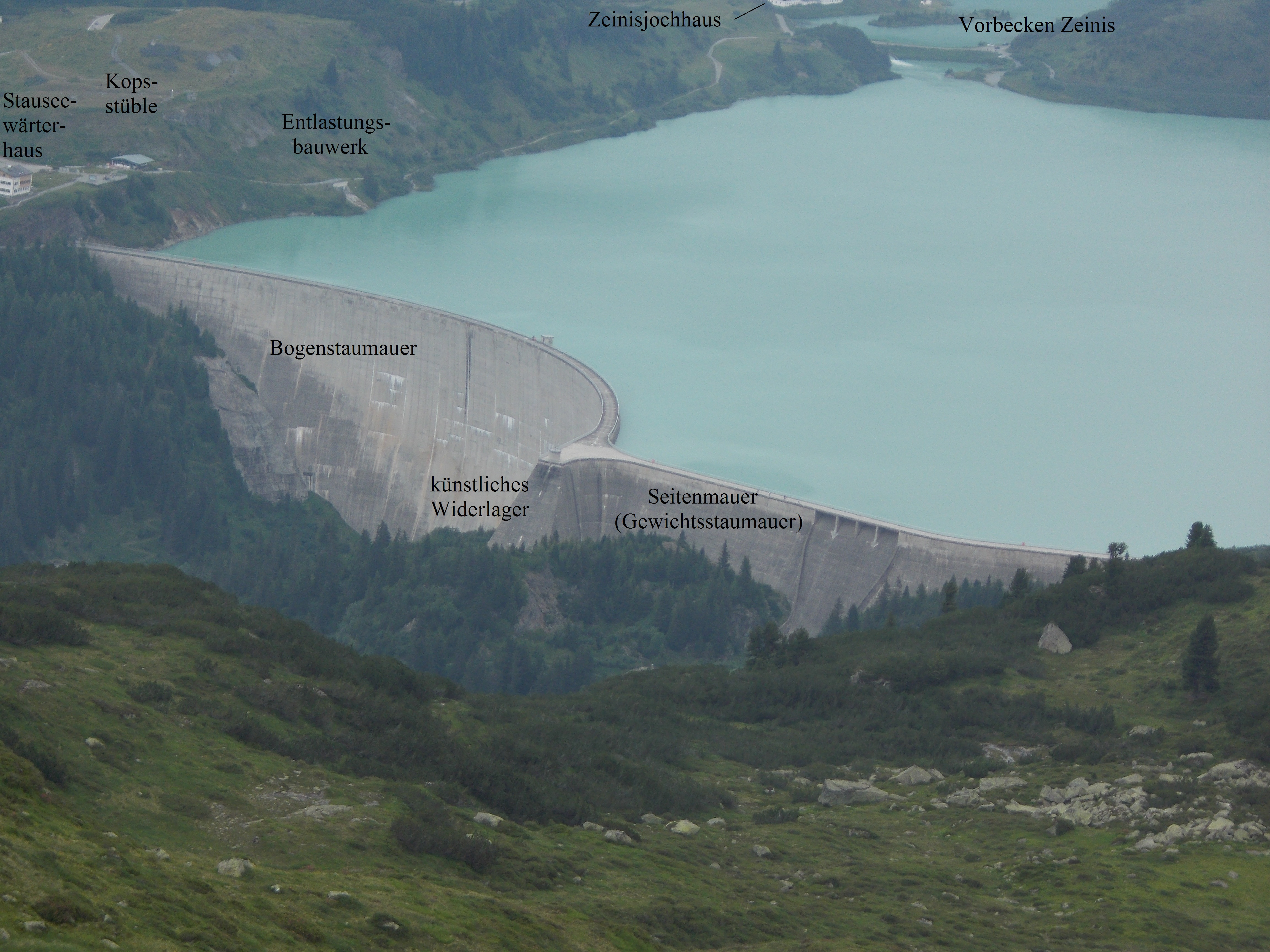
AT: Stausee Kops Vorarlberg
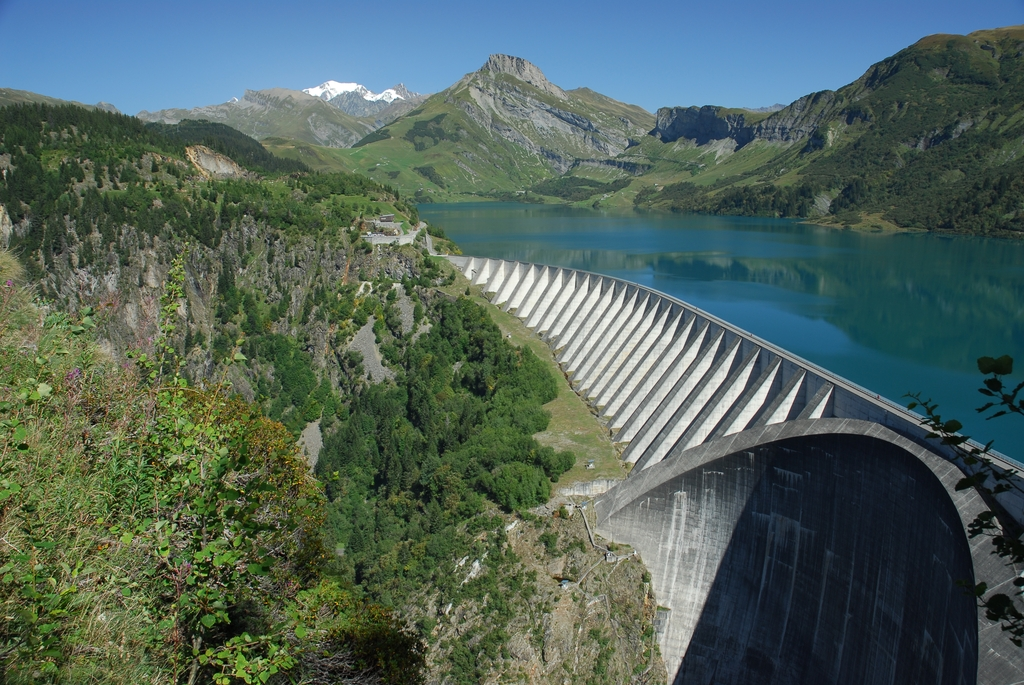
FR: Roselend-Talsperre

## Geschichte

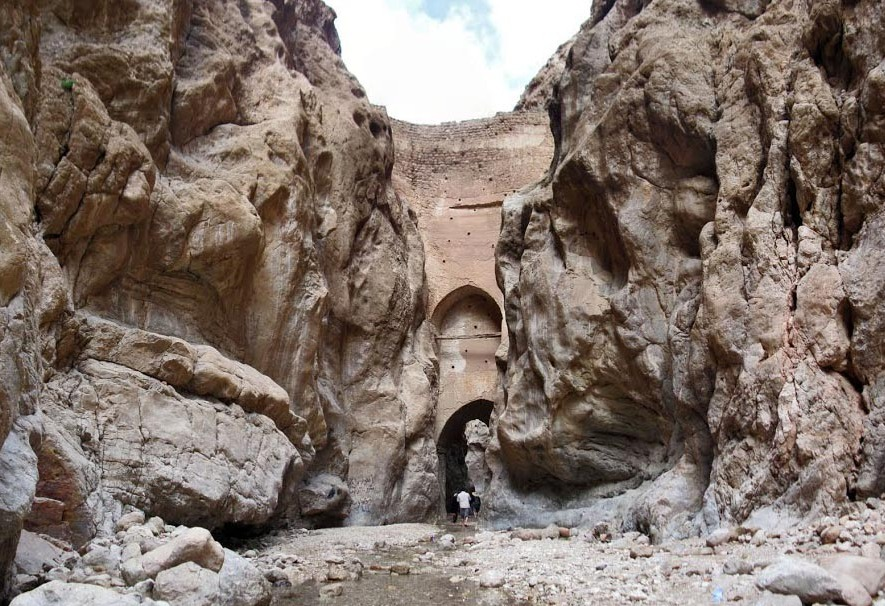
Shāh Abbās Arch Bogenstaumauer in der Provinz Süd-Chorasan im Iran

Die Römer bauten eine der ersten Bogenstaumauern im Vallon de Baume südlich von Saint-Rémy in der Provence, Frankreich. Der Staudamm von Glanum war 12 m hoch, 18 m lang, 3,9 m dick und diente der Wasserversorgung der nahe gelegenen Stadt. Der Radius war 14 m und der Öffnungswinkel 73°. Sie bestand aus zwei Mauern mit einer Füllung dazwischen. 1891 wurde sie mit einem modernen Damm überbaut, es existiert nur noch eine Zeichnung.
Der oströmische Historiker Prokop beschreibt in seiner Architekturabhandlung eine Bogenstaumauer in Dara.
Die um 540/550 n. Chr. erbaute Staumauer am Eisernen Tor in Antiochia am Orontes, heute Antakya, ist wahrscheinlich die älteste noch teilweise erhaltene Bogenstaumauer der Erde. Die Staumauer, eine Mischung aus Bogenstaumauer und Gewichtsstaumauer, war 17 m hoch und Teil eines Stadttores („Eisernes Tor“), das insgesamt 32 m hoch war.
Die Mongolen errichteten ebenfalls einige Bogenstaumauern, zum Beispiel die Kurit-Talsperre.
Die François-Zola-Talsperre von 1854 ist die erste moderne Bogenstaumauer der Erde. Eine weitere der ältesten bestehenden Bogenmauern Europas staut das Wasser des Lac de Montsalvens im Kanton Freiburg. Sie wurde 1920 fertiggestellt.
Weitere herausragende Bogenstaumauer-Bauwerke des 19. Jahrhunderts sind:
- Mir Alam (Meer Allum, Meer Alum) Tank, Indien, 1804–1806[19]
- Jones Falls, Kanada, 1831
- Paramatta, Australien, 1856
- 75-Miles-Dam, Australien, 1880
- Lithgow Nr. 1, Australien, 1896